# Transports en commun de Quimper
Pour les articles homonymes, voir Qub.
Le réseau QUB est le réseau de transport en commun de la communauté d'agglomération Quimper Bretagne Occidentale (anciennement Quimper Communauté). Il est constitué de 10 lignes urbaines, 28 lignes presto (scolaire majoritairement), 8 lignes suburbaines (dont 2 complémentaires), 4 lignes du dimanche (dont 1 le dimanche soir), et un service de soirée, Un parking-relais au Nord de Quimper a été mis à disposition des voyageurs souhaitant garer leur voiture en dehors du centre-ville, pour continuer leur trajet en bus. Ce parking-relais est relié au centre-ville par la ligne de bus  B via l'arrêt Croix des Gardiens. D'autres services complémentaires de transport dans l'agglomération existent également.

## Historique

### Les débuts
En 1937, un service public urbain quotidien se met en place à l'initiative de la société TREMOUREUX (100 km et 110 voyages par jour). Cette initiative est un échec et il faut attendre 1960 pour retrouver un transport urbain dans les rues de Quimper.
C'est seulement le 2 septembre 1960, peu après la création du Grand Quimper, fusion de Quimper, Ergué-Armel, Kerfeunteun et Penhars, qu'un nouveau projet mis à l'étude aboutit à l'attribution de l'exploitation d'un service urbain à la Compagnie des Transports du Finistère (CTF aujourd'hui CAT29). La CTF est une filiale de la SCF créée par MM BAERT et VERNEY. La réussite est fulgurante puisqu'une nouvelle ligne ouvre en 1961, en 1963 les fréquences passent à 30 minutes puis à 15 minutes en 1965.
Le 14 juin 1974, le réseau est restructuré et les bus peints en bleu. À partir de cette date l'évolution rapide de la commune impose 3 restructurations du réseau en 1978, 1979 et 1984.
La dénomination QUB existe depuis 1986 à la suite de la prise en main du réseau par Transexel (aujourd'hui Keolis). Il s'agit d'une contraction de Quimper Bus. Jusqu'à cette date, le réseau portait le nom de TUQ (Transports Urbains Quimpérois) mais une réorganisation importante des lignes, en 1986, ainsi qu'un besoin de modernisation de l'image, ont fait changer l'appellation commerciale.

### Le réseau de 1986 à 1997
En 1986, lors de cette nouvelle organisation de la QUB, huit lignes urbaines maillent le territoire de la ville.
Ligne    1   : Penhars <> Kerambellec
Ligne    2   : Kermoysan <> Petit Guelen
Ligne    3   : Moustoir <> Ty Pont
Ligne    4   : Penvillers <> Bourdonnel
Ligne    5   : Braden <> Gourvily
Ligne    6   : Terre-Noire <> Kerveguen
Ligne    7   : Kergolvez <> Z.I de Kerhuel

### La refonte du réseau en septembre 2001
En septembre 2001, le réseau qui n'irriguait que la commune de Quimper, a été étendu aux 6 communes de Quimper Communauté. Le nombre de lignes en service est alors passé de 8 à 23, puis à 24 en 2004, en raison de la superficie importante du territoire à desservir. Souhaitée dès l'origine par le conseil communautaire, une tarification unique a été mise en place : tous les habitants de l'agglomération se déplacent à l'aide des mêmes titres de transport, pour le même prix.
Depuis 2003, le service de transport de personnes à mobilité réduite, appelé HandiQUB, fait désormais partie de la même gestion. Les tarifs appliqués sont identiques au réseau de bus classique.

### Le réseau de 1997 à 2007
En 1997, une réorganisation majeure a été faite sur les bus des lignes urbaines, qui roulaient sur les itinéraires suivants. 
Cette réorganisation a permis l'inversion des terminus Ouest des lignes 1 et 2, ce qui a eu pour conséquence, la création de deux nouveaux arrêts qui sont "Rond Point de Kermoysan" et "Centre commercial de Kermoysan". 
La ligne 1 dans son terminus est, sud, est suit en partie l'itinéraire de l'ancienne ligne 4 de Delta jusqu'a Bourdonnel et se prolonge jusqu'à la zone de Keradennec. 
L'arrêt Sully devient le terminus de la nouvelle ligne 4, alors que dans l'ancienne ligne 4, cet arrêt n'était desservi qu'à certaines heures. Dans son terminus Est, la ligne 4 reprend l'itinéraire de l'ancienne ligne 1 et est prolongée jusqu'à Ty Bos.
Ligne    1   : Kermoysan <> Keradennec
Ligne    2   : Kerjestin <> Petit Guelen
Ligne    3   : Ty Pont <> Kerlagatu
Ligne    4   : Sully <> Ty Bos
Ligne    5   : Braden <> Gourvily
Ligne    6   : Kerveguen <> Ty Roux (prolongée à Prat ar Rouz en 2005)
Ligne    7   : Moulin Vert <> Ergué-Gabéric Rouillen
Ligne    N7   : Ergué-Gabéric Rouillen <> Ergué-Gabéric Lestonan
Ligne 8: Tourbie <> Prat ar Rouz (supprimée en 2005, remplacée par la 6)
À partir de 2001, le réseau périurbain a été réorganisé (voir La refonte du réseau en septembre 2001) et les lignes périurbaines ont gardé à peu près les mêmes itinéraires depuis leur création (voir Les lignes périurbaines)

### L'organisation du réseau entre 2007 et 2014
En 2007, une autre réorganisation a eu lieu. Cette réorganisation a pour objet la suppression des lignes 3, 4 et 6 et qui sont remplacées par les lignes 9, 10 et 11. 
La ligne 1, avec l'ouverture de la zone commerciale du Moulin des Landes, desservira cette zone (1/2) afin de proposer une desserte régulière de cette zone.
La ligne 9 suivra l'itinéraire de l'ancienne ligne 3 de Kerlagatu à la Résistance et suivra l'itinéraire de l'ancienne ligne 4 de la Résistance à Ty Bos.
La ligne 10 suivra l'itinéraire de l'ancienne ligne 6 de Prat ar Rouz à la Résistance, et suivra l'itinéraire de l'ancienne ligne 3 de la Résistance à Ty Pont, puis Kervouyec.
La ligne 11 suivra l'itinéraire de l'ancienne ligne 4 de Sully à la Résistance, et suivra l'itinéraire de l'ancienne ligne 6 de la Résistance à Kerveguen, devenue depuis Mercoeur.
La ligne 7 est prolongée jusqu'à Lestonan, ce qui a pour conséquence, la surpression de la N7. Cependant, afin de réduire le temps de parcours de la nouvelle ligne 7, une nouvelle ligne 8 médiane (entre le centre ville de Quimper et Lestonan) voit le jour à la rentrée de septembre 2011.
Ligne    1   : Kermoysan <> Keradennec (1A) / Moulin des Landes (1B)
Ligne    2   : Kerjestin <> Petit Guelen
Ligne    5   : Braden <> Gourvily
Ligne    7   : Moulin Vert <> Ergué-Gabéric Rouillen <> Ergué-Gabéric Bourg <> Ergué-Gabéric Croas Spern (<> Ergué-Gabéric Lestonan)
Ligne    8   : Centre-Ville <> Ergué-Gabéric Lestonan (cette ligne a été créée en 2011, pour raccourcir le temps de parcours jusqu’au quartier de Lestonan à Ergué-Gabéric, ce qui a provoqué le raccourcissement de la ligne    7   à Croas Spern)
Ligne    9   : Kerlagatu <> Ty Bos
Ligne    10   : Kervouyec <> Prat ar Rouz
Ligne    11   : Penvillers <> Kervéguen / Cuzon
Pour le réseau périurbain, voir Les lignes périurbaines.

### Projet Transport (2009-2014)
En 2009, Bernard Poignant, alors maire de Quimper, lance le Projet Transport qui consiste à restructurer le réseau et augmenter les fréquences et surtout créer au centre-ville de Quimper, des voies en site propre. Ce réseau est composé de 3 lignes principales (1, 2 et 3) et 6 lignes à fréquences adaptés (4 à 9).

Ligne 1 : Gourvily <> Moulin des Landes

Ligne 2 : Kerjestin <> Petit-Guélen / Ty Bos

Ligne 3 : Kermoysan <> Eau blanche (passant par la Gare de Quimper)

Ligne 4 : Kervouyec <> Prat ar Rouz

Ligne 5 : Penvillers <> Creac'h Gwen (passant vers la Z.A de Kerradennec)

Ligne 6 : Moulin Vert <> Kerveguen

Ligne 7 : Centre-Ville <> Ergué-Gabéric Bourg

Ligne 8 : Centre-Ville <> Ergué-Gabéric Lestonan

Ligne 9 : Kerlagatu <> Hent Kamm

En 2014, le projet est abandonné à la suite de la défaite de Bernard Poignant aux municipales 2014, contre Ludovic Jolivet.

### Le réseau en 2014: 4 nouvelles lignes
Ligne    1   : Kermoysan <> Keradennec (1A) / Moulin des Landes (1B)
Ligne    2   : Kerjestin <> Petit Guelen
Ligne    5   : Braden <> Gourvily
Ligne    6   : Moulin Vert <> Mercoeur
Ligne    7   : Penvillers <> Ergué-Gabéric Bourg
Ligne    8   : Centre-Ville <> Ergué-Gabéric Lestonan
Ligne    9   : Kerlagatu <> Ty Bos
Ligne    10   : Kervouyec <> Prat ar Rouz
Ligne    12   : Centre-Ville <> Cuzon
Ligne    13   : Centre-Ville <> Z.A. Petit Guélén
Pour le réseau périurbain, voir Les lignes périurbaines.

### Le réseau en 2015: Réorganisation mineure
Comme le projet transport a été abandonné par la nouvelle équipe municipale, cette dernière améliore le service de transport en commun de manière continuelle. Les lignes    1   et    5   ont un nouvel habillage "IlliQo" avec une amplitude de passage de douze minutes entre 6h30 et 21h30 (désormais 20h00 depuis l’intégration du nouveau service de soirée).
La ligne    1   fait désormais son terminus au Pôle universitaire Pierre-Jakez-Hélias, près de la piscine Aquarive.
La ligne    9   est la ligne qui subit le plus grand changement : Elle fait désormais son terminus à Moulin des Landes (anciennement à Ty Bos, qui est toujours desservi), en reprenant l'ancien itinéraire de la ligne    1   et passe par l'avenue de Keradennec. À l'ouest, elle a le même itinéraire que la ligne    1   actuelle, c'est-à-dire, du Lycée Chaptal au Rond-Point de Kermoysan, puis la ligne continue par le boulevard de France pour rejoindre la boucle de Kerlagatu.
La ligne    2   passant jusqu'à présent par Kerlaëron se voit dédoublé, 1/2 par Kerlaëron (2A) et 1/2 par L.Aragon (2B), jusqu'à présent non desservi.
Une ligne    9  EX permet de relier Kerlagatu à la Tourbie en passant par la route de Pont-l'Abbé, qui est aussi desservie par les lignes périurbaines 25 et 28 en provenance de Pluguffan, Plomelin et le centre-ville.
Ligne    1   : Kermoysan <> Université
Ligne    2   : Kerjestin <> Kerlaëron (2A) / L. Aragon (2B) <> Petit Guelen
Ligne    5   : Ergué-Armel Mairie <> Gourvily
Ligne    6   : Moulin Vert <> Mercoeur
Ligne    7   : Penvillers <> Ergué-Gabéric Bourg
Ligne    8   : Centre-Ville <> Ergué-Gabéric Lestonan
Ligne    9   : Kerlagatu <> Moulin des Landes
Ligne    10   : Kervouyec <> Prat ar Rouz
Ligne    12   : Centre-Ville <> Cuzon
Ligne    13   : Centre-Ville <> Z.A. Petit Guélén
Pour le réseau périurbain, voir Les lignes périurbaines. Depuis 2015, le réseau est resté le même, seule quelques ajustements des horaires ont eu lieu.

### Les lignes de soirée (Qub Noz)
Depuis le 1er septembre 2017, la QUB a mis en place le service Qub Noz. C'est un service de ligne de « soirée », à l’heure où les lignes de journée ne fonctionnent plus Il est composé de deux lignes de bus : la ligne    N1  , qui effectue le trajet Kerlagatu <> Centre-Ville <> Petit Guelen, et la ligne    N2   qui dessert la gare, Kerfeunteun et Gourvily. Ces lignes circulent de 20h à 22h environ. La ligne    N1   fonctionne comme une ligne normale, de journée. Pour la ligne    N2  , lorsqu'un passager monte, il donne sa destination au conducteur qui essaye de respecter le temps de parcours prévu. Le vendredi et le samedi soir, après 22 h, 2 départs supplémentaires sont prévus dans chaque direction (sauf    N2   vers Gare SNCF) à partir de Rue du Parc, qui est le seul arrêt de montée des voyageurs. Pour ces départs, en montant dans le bus, il faudra préciser sa destination au conducteur, qui essayera d’effectuer le trajet le plus rapide jusqu’à votre arrêt. Les parcours changent donc tous les soirs.
Si l'usager va dans une des communes périurbaines (Guengat, Ergué-Gabéric, Locronan, Plogonnec, Plomelin, Plonéis ou Pluguffan), une réservation sera alors nécessaire (téléphone, courriel). Un véhicule spécial viendra alors le chercher à l'arrêt Rue du Parc (Résistance pour Ergué-Gabéric).

### Le réseau en 2018: Refonte complète du réseau
En 2018, le réseau complet est refondé, celui, créé en 1986 et modifié à plusieurs reprises, est totalement supprimé et remplacé par de nouvelles lignes.
Les lignes IlliQo existent toujours, mais celle ne sont plus    1   et    5   mais  A et  B, qui desservent pour la ligne  A, l'axe est-ouest, Petit-Guélen (1/2) - Ergué-Armel Bourg - Kermoysan et pour la ligne  B, l'axe nord-sud, Université - Gourvily. La ligne  A reprend l'itinéraire de ligne    1   de Kermoysan à Quatre Chemins, puis suit l'itinéraire de l'ex ligne    2   de l'arrêt Hôpital Laennec à Petit Guélen. La ligne   B reprend l'itinéraire de l'ex ligne    5   entre Gourvily et Prat Maria Bénodet, et reprend l'itinéraire de l'ex ligne    1   entre Dela-Iut et Université.
Ensuite, viennent les lignes complémentaires, les lignes  1,  2,  3 et  Connexity. La ligne  1 est l'équivalent de l'ancienne ligne    10   puisqu'elle va de Kervouyec à Prat ar Rouz. La ligne  2 ressemble à l'ancienne    9   puisqu'elle va de Ty Bos à Kerlagatu mais celle-ci passe par l'IUT et le Centre Commercial de Kerdrezec contrairement à la    9   qui passait par la Gare SNCF. La ligne  3 est l'équivalent de l'ancienne    7   raccourcie avec un terminus au Centre-ville de Quimper contrairement à la    7  , qui s'arrêtait à Penvillers. Enfin, nouveauté, la ligne  Connexity, il s'agit d'une ligne circulaire partant de Kerjestin, dans les deux sens, C1 et C2.
Puis, viennent les lignes à fréquences adaptées aux quartiers et communes péri-urbaines. Celles-ci ont une fréquence de tous les 30 à 60 minutes. La ligne  4, reprend l'ancienne    6  . La ligne  5 est une ligne totalement nouvelle puisqu'elle se rend de la Zone d'Activité du Petit-Guélen à Penvillers. Grande nouveauté, les lignes  6 et  7, lignes accessibles aux personnes à mobilité réduite desservent successivement Pluguffan et Plomelin. Enfin, la ligne  8 est la seule ligne ne changeant ni de tracé, ni de numéro.
Enfin, il y a des lignes péri-urbaines, la  10 dessert Locronan et Plogonnec. La ligne  11 part de Guengat et traverse Plonéis pour s'arrêter au Centre-ville de Quimper. La ligne  12, Briec-Mairie - Gare Routière reprend le tracé de l'ancienne ligne 38 du réseau Penn-ar-Bed. C'est la seule ligne, hors Presto, qui ne dessert ni Rue du Parc ni Résistance. La ligne  13 passe par Plogonnec, et la ligne  14, est la seule ligne péri-urbaine qui dessert uniquement Quimper, elle reprend en partie le tracé de l'ancienne ligne 41. Enfin la ligne  15, passe par Quéménéven, seule ville de Quimper Bretagne Occidentale qui ne faisait ni parti de l'ancienne Quimper Communauté, ni du Pays Glazik et Plogonnec.
En plus de toutes ses lignes, il y a des lignes Presto, pour les scolaires, au nombre de 34 et la ligne  QubCity, ligne gratuite qui traverse le Centre-ville de Quimper, passant par la Cathédrale, le Cinéville, Saint-Mathieu et la Gare SNCF. Passant toutes les 20 minutes, pour monter à bord, il suffit de faire un appel de la main contrairement aux autres lignes où il faut être à un arrêt.
Les lignes du réseau sont donc celles-ci en 2018 :
Ligne  QubCity : Gare SNCF <> Centre-Ville de Quimper
Ligne  A : Kermoysan <> Ergué-Armel Bourg <> Petit Guélen
Ligne  B : Gourvily <> Université
Ligne  Connexity : Kerjestin <> Kerjestin
Ligne  1 : Kervouyec <> Prat ar Rouz
Ligne  2 : Kerlagatu <> Moulin des Landes
Ligne  3 : Ergué-Gabéric Bourg <> Centre-Ville de Quimper
Ligne  4 : Moulin Vert <> Mercoeur
Ligne  5 : Penvillers <> Petit Guélen <> Z.A. Petit Guélen
Ligne  6 : Pluguffan Andrieux <> Sainte-Thérèse
Ligne  7 : Plomelin Kerveo <> Centre-Ville de Quimper
Ligne  8 : Ergué-Gabéric Lestonan <> Centre-Ville de Quimper
Ligne  10 : Locronan Kerjacob <> Centre-Ville de Quimper
Ligne  11 : Guengat Kermarc <> Centre-Ville de Quimper
Ligne  12 : Briec Mairie <> Gare Routière
Ligne  13 : Plogonnec Keryouen <> Centre-Ville de Quimper
Ligne  14 : Stangala <> Centre-Ville de Quimper
Ligne  15 : Quéménéven Gare <> Centre-Ville de Quimper
Pour les lignes presto, voir Les lignes Presto.

### Le réseau en 2019: 2 nouvelles lignes
En 2019, à la suite du manque de lignes dans les villes de l'Ex-Pays glazik. Seule la ligne  12, qui dessert Briec, dessert l'ensemble de l'ancien Pays glazik. Pour cela, deux nouvelles lignes sont créées, la ligne  16, passant par les 5 villes de l'ancienne communauté de communes, est dès lors la ligne la plus longue en termes de temps puisqu'il faut entre 67 et 71 minutes pour effectuer le trajet complet. Avec la ligne  16, s'ajoute la ligne  17, ligne circulant uniquement le mercredi et le samedi et desservant aussi les 5 villes mais s'arrêtant uniquement au centre de ces villes. En plus, de ces deux lignes, les lignes  13 et  15 s'arrêtent dorénavant à la place de la Tour d'Auvergne et la ligne  12, s'arrêtent dorénavant à rue du Parc. Enfin, la ligne  QubCity est renforcée avec un passage toutes les 15 minutes, le matin.
Les lignes du réseau créées ou ayant changé de terminus :
Ligne  12 : Briec Mairie <> Centre-Ville de Quimper
Ligne  13 : Plogonnec Keryouen <> Place de la Tour d'Auvergne
Ligne  15 : Quéménéven Gare <> Place de la Tour d'Auvergne
Ligne  16 : Landudal Bourg <> Piscine Kerlan Vian
Ligne  17 : Briec Mairie <> Centre-Ville de Quimper

### Le réseau en 2021: Une nouvelle ligne, modification de deux lignes
En 2021, à la suite d'un changement de municipalité, le réseau est modifié. La ligne  1, est raccourcie, elle ne passe plus par la Sécurité Sociale et passe désormais par l'allée du Meil Stang Vihan, terminant à Ty Pont puis à Gourvily, à partir de janvier 2022. Pour desservir le quartier aux alentours de la Sécurité Sociale et la future Polyclinique de Kerlic, la ligne  9 est créée, elle part de Kerlic, dessert les quartiers précédemment cités et termine sa course au Centre-Ville ou à la place de la Tour d'Auvergne, en heures de pointe. La ligne  12 est modifiée, les arrêts sont sécurisés et la ligne part dès lors de l'arrêt Briec Lumonoch.
Les lignes du réseau créée ou ayant changé de terminus :
Ligne  1 : Prat Ar Rouz <> Ty Pont (jusqu'au 6 novembre 2021) <> Gourvily (à partir du 8 novembre 2021)
Ligne  9 : Kerlic <> Centre-Ville de Quimper <> Place de la Tour d'Auvergne
Ligne  12 : Briec Lumonoch <> Centre-Ville de Quimper

### La RATP DEV succède à Kéolis Quimper à travers la filiale RD QBO depuis le 1er novembre 2024
Le 11 juillet 2024, les élus de Quimper Bretagne Occidentale ont approuvé à l'unanimité, le changement d'opérateur pour les transports collectifs. Ce changement s'effectuera sur deux temps. À compter du 1er novembre 2024, RATP Dev sera le nouveau délégataire   à la place de Kéolis, opérateur historique sur Quimper et son agglomération depuis 1986. 
À compter du 2 janvier 2025, le nouvel opérateur proposera un nouveau réseau de transports collectifs qui sera renforcé avec la création de lignes diamétrales. Ainsi la nouvelle ligne 6, sera la fusion de l'ancienne ligne 6 et de l'ancienne ligne 8. La conséquence directe de cette fusion est que les courses de la ligne 6 du matin entre Résistance et IUT seront désormais assurés par la ligne P60. 
La ligne A sera étendue et fera son terminus à Kerjestin et l'arrêt Kermoysan ne sera dès lors plus un arrêt de terminus.  
La ligne B sera étendue et fera son terminus (1/2) à Moulin des Landes. 
Les lignes A et B resteront "Illiqo", et conservent leur fréquence actuelle. Aux heures de pointe, la ligne A offrira une fréquence de passage toutes les dix minutes.   
La ligne C sera débouclée mais assurera toujours un maillage du territoire. La future ligne C permettra de desservir le nouveau quartier de Kervalguen et suivra l'itinéraire de l'ancienne C1 de Kerjestin à Rue du Parc et suivra l'itinéraire de l'ancienne ligne 5 jusqu'à Saint-Jean Baptiste. 
La ligne 1 et la ligne 7  conserveront leurs trajets actuels et la ligne 7 sera toujours assurée par les cars low-entry. La ligne 2 sera modifiée. Après Kerlagatu, elle suivra l'itinéraire de la C2 de Kerjestin à la Résistance, puis suivra le trajet de l'ancienne ligne 4 jusqu'à Mercoeur. 
La ligne 3 sera prolongée jusqu'à la place de la Tour d'Auvergne en remplacement de l'actuelle ligne 9 qui sera supprimée avec l'arrivée du nouveau réseau. 
La ligne 4 suivra l'itinéraire de l'actuelle ligne 9 de Kerlic à Rue du Parc et suivra l'itinéraire de l'actuelle ligne 2 de Rue du Parc à Ty Bos.  
La ligne 5 suivra l'itinéraire de l'actuelle ligne 4 de Moulin vert à la Résistance et suivra son itinéraire actuel jusqu'à la ZA de Petit Guélén.  
Pour que ce changement ait le moins d'impacts possibles pour les usagers, les nouvelles lignes conserveront les mêmes couleurs que les anciennes. De plus, à partir du mois d'octobre 2024, QBO, organisera des réunions de quartiers afin de présenter le nouveau réseau aux habitants de l'agglomération.  
Par ailleurs, en ce qui concerne le dimanche, les lignes structurantes A et B circuleront désormais entre 8h30 et 20h30 en raison d'un bus toutes les 70 minutes et sans coupure à la mi journée. De plus, les lignes garderont leur itinéraire de la semaine et une correspondance sera mise en place à la Résistance et à la Rue du Parc. Les autres quartiers de Quimper et les autres communes de l'agglomération fonctionneront le dimanche avec le TAD.   
Le réseau urbain à partir de janvier 2025 :
Ligne  A : Kerjestin <> Ergué-Armel Bourg <> Petit Guélen
Ligne  B : Gourvily <> Université<>Moulin des Landes (1/2)
Ligne C : Saint-Jean-Baptiste <> Kervalguen
Ligne  1 : Gourvily <> Prat ar Rouz 
Ligne  2 : Kerlagatu <> Mercoeur
Ligne  3 : Ergué-Gabéric Bourg <> Place de la Tour d'Auvergne
Ligne  4 : Kerlic <> Ty bos
Ligne  5 : Moulin Vert  <> Petit Guélen <> Z.A. Petit Guélen
Ligne  6 : Pluguffan Andrieux <> Ergué-Gabéric Lestonan (via Centre-Ville)
Ligne  7 : Plomelin Kerveo <> Centre-Ville de Quimper
La navette Qub City : Providence<>Gare Sncf et prolongée à partir de septembre 2025 à la nouvelle salle de l'Eau Blanche.
Le réseau suburbain à partir du 2 janvier 2025 :
La ligne 12, bénéficiera d'une offre continue dans la journée avec 20 allers-retours entre Briec Lumunoch et le centre ville de Quimper.
Une expérimentation sera mise en place sur la ligne 10 relative à l'emport à vélo avant d'être étendue sur d'autres lignes suburbaines.
La ligne 17 deviendra une ligne régulière et permettra une liaison plus directe entre Langolen, Édern et le centre ville de Quimper.
Ligne  10 : Locronan Kerjacob <> Centre-Ville de Quimper
Ligne  11 : Guengat Kermarc <> Centre-Ville de Quimper
Ligne  12 : Briec Lumunoch <> Quimper, Rue du Parc/Résistance
Ligne  13 : Plogonnec Keryouen <> Centre-Ville de Quimper
Ligne  14 : Stangala <> Centre-Ville de Quimper
Ligne  15 : Quéménéven Gare <> Place de la Tour d'Auvergne
Ligne  16 : Édern Bourg <> Piscine Kerlan Vian
Ligne  17 : Édern Bourg <> Piscine de Kerlan Vian
Les lignes presto à partir du 2 janvier 2025
Les lignes presto seront toutes assurées en autocar pour être en conformité avec la législation en vigueur sur le transport scolaire. La ligne P50 sera supprimée et absorbée dans la ligne A.
Les services à la demande
Qub Deiz 
Qub Agile permettra de proposer pour les travailleurs aux horaires atypiques de rentrer à leur domicile avec ce TAD qui fonctionnera entre 4h30 et 7h et le soir entre 20h et minuit.
Qub Gare permettra de desservir tous les arrêts du territoire en tenant compte de l'arrivée tardive des trains. 
Le service Handiqub fonctionnera toujours dans ce nouveau réseau, et les usagers pourront réserver jusqu'à 30 minutes avant la prise en charge. 

### La ligne «QubCity»
La ligne  QubCity est l'unique ligne gratuite du réseau. Passant toutes les 20 minutes et circulant dans le tout le Centre-ville de Quimper. Passant par la Cathédrale Saint-Corentin, le Multiplexe, Saint-Mathieu et la Gare SNCF.
| Ligne   | Caractéristiques | Caractéristiques      | Caractéristiques      | Caractéristiques      | Caractéristiques      | Caractéristiques                           | Caractéristiques                         | Caractéristiques      | Caractéristiques          |
| QubCity | Gare SNCF ⥋ Gare SNCF | Gare SNCF ⥋ Gare SNCF | Gare SNCF ⥋ Gare SNCF | Gare SNCF ⥋ Gare SNCF | Gare SNCF ⥋ Gare SNCF | Gare SNCF ⥋ Gare SNCF                      | Gare SNCF ⥋ Gare SNCF                    | Gare SNCF ⥋ Gare SNCF | Gare SNCF ⥋ Gare SNCF     |
| ------- | --- | --------------------- | --------------------- | --------------------- | --------------------- | ------------------------------------------ | ---------------------------------------- | --------------------- | ------------------------- |
| QubCity | Ouverture / Fermeture 9 juillet 2018 / — | Longueur 3,9 km       | Durée 20 min          | Nb. d’arrêts 13 à 14  | Matériel Bluebus 6m   | Jours de fonctionnement L, Ma, Me, J, V, S | Jour / Soir / Nuit / Fêtes O / N / N / N | Voy. / an 95 902      | Exploitant Keolis Quimper |
| QubCity | Desserte : - Ville et lieux desservis : Centre-Ville de Quimper (Gare SNCF, Cathédrale Saint-Corentin, Multiplexe, Place de la Résistance). - Gares desservies : Gare de Quimper |                       |                       |                       |                       |                                            |                                          |                       |                           |
| QubCity | Autre : - Arrêts non accessibles aux UFR : Providence. - Amplitudes horaires : la ligne fonctionne du lundi au samedi sauf jours fériés de 7h15 à 19h10. - Particularités : Le départ de 7h35 à Gare SNCF, s'arrête à l'arrêt Rue du Parc. - Date de dernière mise à jour : 2 octobre 2021. |                       |                       |                       |                       |                                            |                                          |                       |                           |
| QubCity | Dernière actualisation : — |                       |                       |                       |                       |                                            |                                          |                       |                           |

| Liste des arrêts de la Ligne QubCity du réseau QUB | Liste des arrêts de la Ligne QubCity du réseau QUB | Liste des arrêts de la Ligne QubCity du réseau QUB | Liste des arrêts de la Ligne QubCity du réseau QUB | Liste des arrêts de la Ligne QubCity du réseau QUB                                | Liste des arrêts de la Ligne QubCity du réseau QUB | Liste des arrêts de la Ligne QubCity du réseau QUB |
| N°                                                 | Nom de l'arrêt                                     | Accessible                                         | Localisation                                       | Connexion                                                                         | Lieux proches de l'arrêt                           | Ville                                              |
| -------------------------------------------------- | -------------------------------------------------- | -------------------------------------------------- | -------------------------------------------------- | --------------------------------------------------------------------------------- | -------------------------------------------------- | -------------------------------------------------- |
| 1                                                  | Gare SNCF (Départ)                                 | Accessible aux handicapés                          | 47° 59′ 40″ N, 4° 05′ 33″ O                        | 3, 5, 6, 8, P31 et P140 (Dimanche : A et E)                                       | Gare de Quimper                                    | Quimper                                            |
| 2                                                  | Pont Firmin                                        | Accessible aux handicapés                          | 47° 59′ 44″ N, 4° 05′ 47″ O                        | 3, 5, 6, 8, P140 et P31                                                           | -                                                  | Quimper                                            |
| 3                                                  | Kerguelen                                          | Accessible aux handicapés                          | 47° 59′ 43″ N, 4° 06′ 04″ O                        | B, 1, 3, 4, 5, 6, 8, 10, 12, 13, 14, 15, 16, P31, P100 et P140                    | -                                                  | Quimper                                            |
| 4                                                  | Rue du Parc (1 passage)                            | Accessible aux handicapés                          | 47° 59′ 40″ N, 4° 06′ 20″ O                        | B, Connexity, 1, 2, 3, 4, 5, 6, 7, 8, 9, 10, 11, 12, 13, 14, 15, 16, 17 et Presto | Agence QUB                                         | Quimper                                            |
| 5                                                  | Saint-Corentin                                     | Accessible aux handicapés                          | 47° 59′ 43″ N, 4° 06′ 10″ O                        | B, 1, 3, 4, 5, 6, 8, 10, 12, 13, 14, 15, 16, P31, P100 et P140                    | Cathédrale Saint-Corentin                          | Quimper                                            |
| 6                                                  | Place Médard                                       | Accessible aux handicapés                          | 47° 59′ 47″ N, 4° 06′ 22″ O                        | -                                                                                 | -                                                  | Quimper                                            |
| 7                                                  | Multiplexe                                         | Accessible aux handicapés                          | 47° 59′ 58″ N, 4° 06′ 29″ O                        | -                                                                                 | Cinéville                                          | Quimper                                            |
| 8                                                  | Providence                                         |                                                    | 47° 59′ 58″ N, 4° 06′ 29″ O                        | -                                                                                 | -                                                  | Quimper                                            |
| 9                                                  | Centre des Congrès                                 | Accessible aux handicapés                          | 47° 59′ 46″ N, 4° 06′ 31″ O                        | -                                                                                 | -                                                  | Quimper                                            |
| 10                                                 | Saint-Mathieu                                      | Accessible aux handicapés                          | 47° 59′ 42″ N, 4° 06′ 29″ O                        | 1, 4, 5, 9, 11, 13, 15, 51 et P10                                                 | -                                                  | Quimper                                            |
| 12                                                 | Résistance                                         | Accessible aux handicapés                          | 47° 59′ 39″ N, 4° 06′ 16″ O                        | B, Connexity, 1, 2, 3, 4, 5, 6, 7, 8, 9, 10, 11, 12, 13, 14, 15, 16, 17 et Presto | Préfecture du Finistère                            | Quimper                                            |
| 13                                                 | Dupleix                                            | Accessible aux handicapés                          | 47° 59′ 42″ N, 4° 05′ 57″ O                        | B, Connexity, 1, 2, 3, 4, 5, 6, 7, 8, 9, 10, 12, 13, 14, 15, 16, 17 et Presto     | -                                                  | Quimper                                            |
| 14                                                 | Pont Firmin                                        | Accessible aux handicapés                          | 47° 59′ 42″ N, 4° 05′ 48″ O                        | A, Connexity, 6, 9 et P20                                                         | -                                                  | Quimper                                            |
| 14                                                 | Le Déan                                            | Accessible aux handicapés                          | 47° 59′ 34″ N, 4° 05′ 30″ O                        | -                                                                                 | -                                                  | Quimper                                            |
| 15                                                 | Gare SNCF (Arrivée)                                | Accessible aux handicapés                          | 47° 59′ 40″ N, 4° 05′ 33″ O                        | 3, 5, 6, 8, P31 et P140 (Dimanche : A et E)                                       | Gare de Quimper                                    | Quimper                                            |

### Les lignes «IlliQo»
Les lignes « IlliQo »  A et  B sont les axes forts du réseau. Ces deux lignes, Est-Ouest et Nord-Sud, permettent de desservir à elles seules 50% de la population de Quimper intra-muros. Ces lignes sont opérées de 6h30 à 20h du lundi au samedi et desservent les principaux générateurs de trafic de Quimper, comme le centre-ville de Quimper (2 000 montées par jour), l’hôpital Laënnec, l’université ou encore les zones commerciales. Des pôles de correspondance aux arrêts « Rue du Parc » et « Résistance » permettront aux voyageurs d’accéder à des correspondances rapides et facilitées avec les autres lignes.

#### LigneA
| Ligne | Caractéristiques | Caractéristiques                                                 | Caractéristiques                                                 | Caractéristiques                                                 | Caractéristiques                                                 | Caractéristiques                                                 | Caractéristiques                                                 | Caractéristiques                                                 | Caractéristiques                                                 |
| A     | Kerjestin Par Kermoysan ⥋ Ergué-Armel Bourg / Petit Guélen (1/2) | Kerjestin Par Kermoysan ⥋ Ergué-Armel Bourg / Petit Guélen (1/2) | Kerjestin Par Kermoysan ⥋ Ergué-Armel Bourg / Petit Guélen (1/2) | Kerjestin Par Kermoysan ⥋ Ergué-Armel Bourg / Petit Guélen (1/2) | Kerjestin Par Kermoysan ⥋ Ergué-Armel Bourg / Petit Guélen (1/2) | Kerjestin Par Kermoysan ⥋ Ergué-Armel Bourg / Petit Guélen (1/2) | Kerjestin Par Kermoysan ⥋ Ergué-Armel Bourg / Petit Guélen (1/2) | Kerjestin Par Kermoysan ⥋ Ergué-Armel Bourg / Petit Guélen (1/2) | Kerjestin Par Kermoysan ⥋ Ergué-Armel Bourg / Petit Guélen (1/2) |
| ----- | --- | ---------------------------------------------------------------- | ---------------------------------------------------------------- | ---------------------------------------------------------------- | ---------------------------------------------------------------- | ---------------------------------------------------------------- | ---------------------------------------------------------------- | ---------------------------------------------------------------- | ---------------------------------------------------------------- |
| A     | Ouverture / Fermeture 9 juillet 2018 / — | Longueur 10,3 à 11,4 km                                          | Durée 26 à 36 min                                                | Nb. d’arrêts 28 à 41                                             | Matériel Voir ci-dessous                                         | Jours de fonctionnement L, Ma, Me, J, V, S                       | Jour / Soir / Nuit / Fêtes O / N / N / N                         | Voy. / an —                                                      | Exploitant RATP DEV Quimper Bretagne Occidentale                 |
| A     | Desserte : - Ville et lieux desservis : Quimper (Lycée de Cornouaille, Piscine Kerlan Vian, Lycée Chaptal, Palais de Justice, Place de la Résistance, Hôpital Laennec, Halle des Sports d'Ergué-Armel, Centre d'exploitation de la QUB). - Gares desservies : Aucune. |                                                                  |                                                                  |                                                                  |                                                                  |                                                                  |                                                                  |                                                                  |                                                                  |
| A     | Autre : - Arrêts non accessibles aux UFR : Pen ar Stang, Jean Jaurès (vers Petit-Guélen), L.Simon, Avenue des Oiseaux et Gascogne. - Amplitudes horaires : la ligne fonctionne du lundi au samedi sauf jours fériés de 6h15 à 20h39. - Particularités : - Le premier départ à 6h15, part de Petit-Guélen, le premier départ de Kermoysan est à 6h34. Le dernier départ de 20h39 part de Kermoysan, le dernier départ de Petit-Guélen est à 20h26. - Durant la période scolaire, 2 bus part directement de l'arrêt Tourelle, direction Petit-Guélen. - Lundi, Mardi, Jeudi et Vendredi : 16h49 et Mercredi : 12h12 - Le premier passage de 6h15 est effectué par un Heuliez GX 137, midibus. - Date de dernière mise à jour : 2 octobre 2021. |                                                                  |                                                                  |                                                                  |                                                                  |                                                                  |                                                                  |                                                                  |                                                                  |
| A     | Dernière actualisation : — |                                                                  |                                                                  |                                                                  |                                                                  |                                                                  |                                                                  |                                                                  |                                                                  |

| Liste du matériel roulant de la Ligne A du réseau QUB | Liste du matériel roulant de la Ligne A du réseau QUB | Liste du matériel roulant de la Ligne A du réseau QUB | Liste du matériel roulant de la Ligne A du réseau QUB | Liste du matériel roulant de la Ligne A du réseau QUB | Liste du matériel roulant de la Ligne A du réseau QUB | Liste du matériel roulant de la Ligne A du réseau QUB |
| N°                                                    | Marque                                                | Modèle                                                | Horaires                                              | Livrée                                                |                                                       |                                                       |
| ----------------------------------------------------- | ----------------------------------------------------- | ----------------------------------------------------- | ----------------------------------------------------- | ----------------------------------------------------- | ----------------------------------------------------- | ----------------------------------------------------- |
| Midibus                                               |                                                       |                                                       |                                                       |                                                       |                                                       |                                                       |
| 800-804                                               | Heuliez Bus                                           | GX 137                                                | 1er départ (vers Kermoysan), après 19h                | Qub2018                                               |                                                       |                                                       |
| Bus standards                                         |                                                       |                                                       |                                                       |                                                       |                                                       |                                                       |
| 331                                                   | Iveco Bus                                             | Urbanway 12                                           | Toute la journée                                      | Qub2018                                               |                                                       |                                                       |
| 617-634                                               | Heuliez Bus                                           | GX 327 GNV                                            | Toute la journée                                      | Qub2018                                               |                                                       |                                                       |
| 635-636                                               | Irisbus                                               | Citelis 12 GNV                                        | Toute la journée                                      | Qub2018                                               |                                                       |                                                       |
| 637-643                                               | Iveco Bus                                             | Urbanway 12 GNV                                       | Toute la journée                                      | Qub2018 (614-626) / IlliQo2018 (627-631)              |                                                       |                                                       |
| 643-651                                               | Heuliez Bus                                           | GX 337 GNV                                            | Toute la journée                                      | Qub2018                                               |                                                       |                                                       |
| 652-660                                               | Iveco Bus                                             | Urbanway 12 GNV                                       | Toute la journée                                      | Qub2018 (640-643) / IlliQo2018 (637-639)              |                                                       |                                                       |
|                                                       |                                                       |                                                       | Toute la journée                                      | Qub2018                                               |                                                       |                                                       |
| Bus articulés                                         |                                                       |                                                       |                                                       |                                                       |                                                       |                                                       |
|                                                       |                                                       |                                                       | Heures de Pointe                                      | Qub2018                                               |                                                       |                                                       |
| 208                                                   | Iveco Bus                                             | Urbanway 18                                           | Heures de Pointe                                      | Qub2018                                               |                                                       |                                                       |
| 209                                                   | Mercedes-Benz                                         | Citaro G C2                                           | Heures de Pointe                                      | Qub2018                                               |                                                       |                                                       |
| 211-212                                               | Iveco Bus                                             | Urbanway 18 GNV                                       | Heures de Pointe                                      | Qub2018                                               |                                                       |                                                       |

| Liste des arrêts de la Ligne A du réseau QUB             | Liste des arrêts de la Ligne A du réseau QUB | Liste des arrêts de la Ligne A du réseau QUB | Liste des arrêts de la Ligne A du réseau QUB | Liste des arrêts de la Ligne A du réseau QUB | Liste des arrêts de la Ligne A du réseau QUB | Liste des arrêts de la Ligne A du réseau QUB | Liste des arrêts de la Ligne A du réseau QUB |
| N°                                                       | Nom de l'arrêt                               | Accessible                                   | Localisation                                 | Connexion                                    |                                              | Lieux proche de l'arrêt                      | Ville                                        |
| -------------------------------------------------------- | -------------------------------------------- | -------------------------------------------- | -------------------------------------------- | -------------------------------------------- | -------------------------------------------- | -------------------------------------------- | -------------------------------------------- |
| Arrêts desservi toutes les 12 minutes, toute la journée  |                                              |                                              |                                              |                                              |                                              |                                              |                                              |
| 1                                                        | Kerjestin (Terminus Ouest)                   |                                              |                                              |                                              |                                              |                                              |                                              |
| 2                                                        | Boulevard de France                          |                                              |                                              |                                              |                                              |                                              |                                              |
| 3                                                        | Kermoysan                                    | Accessible aux handicapés                    | 47° 58′ 56″ N, 4° 07′ 41″ O                  | -                                            |                                              | -                                            | Quimper                                      |
| 4                                                        | Gascogne                                     |                                              | 47° 59′ 03″ N, 4° 07′ 48″ O                  | -                                            |                                              | -                                            | Quimper                                      |
| 5                                                        | Provence                                     | Accessible aux handicapés                    | 47° 59′ 07″ N, 4° 07′ 43″ O                  | -                                            |                                              | -                                            | Quimper                                      |
| 6                                                        | C.C de Kermoysan                             | Accessible aux handicapés                    | 47° 59′ 10″ N, 4° 07′ 38″ O                  | 2                                            |                                              | C.C de Kermoysan                             | Quimper                                      |
| 7                                                        | Rdpt de Kermoysan                            | Accessible aux handicapés                    | 47° 59′ 15″ N, 4° 07′ 44″ O                  | C,2 et D2(dimanche)                          |                                              | Le Pimms (Point de vente QUB)                | Quimper                                      |
| 8                                                        | Penhars Bourg                                | Accessible aux handicapés                    | 47° 59′ 19″ N, 4° 07′ 49″ O                  | C                                            |                                              | -                                            | Quimper                                      |
| 9                                                        | Avenue des Oiseaux                           |                                              | 47° 59′ 24″ N, 4° 07′ 54″ O                  | -                                            |                                              | -                                            | Quimper                                      |
| 10                                                       | L.Simon                                      |                                              | 47° 59′ 26″ N, 4° 07′ 48″ O                  | -                                            |                                              | -                                            | Quimper                                      |
| 11                                                       | Piscine Kerlan Vian                          | Accessible aux handicapés                    | 47° 59′ 29″ N, 4° 07′ 33″ O                  | -                                            |                                              | Lycée de Cornouaille                         | Quimper                                      |
| 12                                                       | Bernard de Parades                           | Accessible aux handicapés                    | 47° 59′ 33″ N, 4° 07′ 22″ O                  | 2                                            |                                              | -                                            | Quimper                                      |
| 13                                                       | Lycée Chaptal                                | Accessible aux handicapés                    | 47° 59′ 31″ N, 4° 07′ 11″ O                  | -                                            |                                              | Lycée Chaptal                                | Quimper                                      |
| 14                                                       | Pont l'Abbé                                  | Accessible aux handicapés                    | 47° 59′ 29″ N, 4° 06′ 57″ O                  | 2, 6 et 7                                    |                                              | Lycée Brizeux                                | Quimper                                      |
| 15                                                       | Cap Horn                                     | Accessible aux handicapés                    | 47° 59′ 26″ N, 4° 06′ 42″ O                  | 2, 6 et 7                                    |                                              | Tabac Le Cap Horn (Point de vente QUB)       | Quimper                                      |
| 16                                                       | Palais de Justice                            | Accessible aux handicapés                    | 47° 59′ 34″ N, 4° 06′ 30″ O                  | 2, 4, 6 et 7                                 |                                              | Palais de Justice                            | Quimper                                      |
| Centre-Ville (vers Kermoysan)                            |                                              |                                              |                                              |                                              |                                              |                                              |                                              |
| 15                                                       | Résistance O.Morvan                          | Accessible aux handicapés                    | 47° 59′ 39″ N, 4° 06′ 14″ O                  | C                                            |                                              | Place de la Résistance                       | Quimper                                      |
| 16                                                       | Rue du Parc                                  | Accessible aux handicapés                    | 47° 59′ 40″ N, 4° 06′ 20″ O                  | B, C, 1, 2, 3, 4,5,6 et 7                    |                                              | Agence QUB                                   | Quimper                                      |
| Centre-Ville (vers Petit-Guélen)                         |                                              |                                              |                                              |                                              |                                              |                                              |                                              |
| 17                                                       | Résistance                                   | Accessible aux handicapés                    | 47° 59′ 39″ N, 4° 06′ 16″ O                  | B, C, 1, 2, 3, 4, 5, 6 et 7                  |                                              | Préfecture du Finistère                      | Quimper                                      |
| 18                                                       | Dupleix                                      | Accessible aux handicapés                    | 47° 59′ 42″ N, 4° 05′ 57″ O                  | C, 3, 5 et 6                                 |                                              | -                                            | Quimper                                      |
| 19                                                       | Pont Firmin Gare                             | Accessible aux handicapés                    | 47° 59′ 42″ N, 4° 05′ 48″ O                  | C                                            |                                              | -                                            | Quimper                                      |
| 20                                                       | A.Briand                                     | Accessible aux handicapés                    | 47° 59′ 37″ N, 4° 05′ 47″ O                  | C                                            |                                              | -                                            | Quimper                                      |
| Vers Ergué-Armel Bourg / Petit-Guélen                    |                                              |                                              |                                              |                                              |                                              |                                              |                                              |
| 21                                                       | Jean Jaurès                                  | (vers Kermoysan)                             | 47° 59′ 36″ N, 4° 05′ 58″ O                  | C                                            |                                              | -                                            | Quimper                                      |
| 22                                                       | Pen ar Stang                                 |                                              | 47° 59′ 28″ N, 4° 06′ 08″ O                  | C                                            |                                              | -                                            | Quimper                                      |
| 23                                                       | Champ de Tir                                 | Accessible aux handicapés                    | 47° 59′ 25″ N, 4° 06′ 10″ O                  | C                                            |                                              | -                                            | Quimper                                      |
| 24                                                       | Tourelle                                     | Accessible aux handicapés                    | 47° 59′ 22″ N, 4° 05′ 58″ O                  | C                                            |                                              | Collège la Tourelle                          | Quimper                                      |
| 25                                                       | Quatre Chemins                               | Accessible aux handicapés                    | 47° 59′ 15″ N, 4° 05′ 54″ O                  | C                                            |                                              | -                                            | Quimper                                      |
| 26                                                       | Hôpital Laënnec                              | Accessible aux handicapés                    | 47° 59′ 16″ N, 4° 05′ 44″ O                  | C                                            |                                              | Hôpital Laënnec                              | Quimper                                      |
| 27                                                       | Yves Guillou                                 | Accessible aux handicapés                    | 47° 59′ 18″ N, 4° 05′ 24″ O                  | C                                            |                                              | Halle des Sports d'Ergué-Armel               | Quimper                                      |
| 28                                                       | Lycée Thépot                                 | Accessible aux handicapés                    | 47° 59′ 16″ N, 4° 05′ 10″ O                  | C                                            |                                              | Lycée Thépot                                 | Quimper                                      |
| 29                                                       | Ergué-Armel Mairie                           | Accessible aux handicapés                    | 47° 59′ 12″ N, 4° 04′ 58″ O                  | C et 4                                       |                                              | Mairie-Annexe d'Ergué-Armel                  | Quimper                                      |
| 30                                                       | Rozolen                                      | Accessible aux handicapés                    | 47° 59′ 10″ N, 4° 04′ 45″ O                  | C et 4                                       |                                              | -                                            | Quimper                                      |
| 31                                                       | Léon Blum                                    | Accessible aux handicapés                    | 47° 59′ 07″ N, 4° 04′ 35″ O                  | C et 4                                       |                                              | -                                            | Quimper                                      |
| 32                                                       | Ergué-Armel Bourg (Terminus Est 1/2)         | Accessible aux handicapés                    | 47° 59′ 01″ N, 4° 04′ 24″ O                  | C et 4                                       |                                              | Bar Le Ty Douar (Point de vente QUB)         | Quimper                                      |
| Arrêts desservi toutes les 24 minutes, en heures creuses |                                              |                                              |                                              |                                              |                                              |                                              |                                              |
| 33                                                       | Charles Le Goffic                            | Accessible aux handicapés                    | 47° 59′ 05″ N, 4° 04′ 11″ O                  | -                                            |                                              | -                                            | Quimper                                      |
| 34                                                       | Kerlaëron                                    | Accessible aux handicapés                    | 47° 59′ 12″ N, 4° 04′ 06″ O                  | -                                            |                                              | -                                            | Quimper                                      |
| 35                                                       | Cosmos                                       | Accessible aux handicapés                    | 47° 59′ 18″ N, 4° 04′ 02″ O                  | -                                            |                                              | -                                            | Quimper                                      |
| 36                                                       | Sagittaire (vers Petit-Guélen)               | Accessible aux handicapés                    | 47° 59′ 18″ N, 4° 03′ 52″ O                  | -                                            |                                              | -                                            | Quimper                                      |
| 37                                                       | Capricorne                                   | Accessible aux handicapés                    | 47° 59′ 15″ N, 4° 03′ 45″ O                  | -                                            |                                              | -                                            | Quimper                                      |
| 38                                                       | Kervillou                                    | Accessible aux handicapés                    | 47° 59′ 12″ N, 4° 03′ 35″ O                  | 5                                            |                                              | Le Fournil de Kervillou (Point de vente QUB) | Quimper                                      |
| 39                                                       | Park Lann                                    | Accessible aux handicapés                    | 47° 59′ 05″ N, 4° 03′ 34″ O                  | -                                            |                                              | -                                            | Quimper                                      |
| 40                                                       | Queffelec                                    | Accessible aux handicapés                    | 47° 59′ 01″ N, 4° 03′ 17″ O                  | -                                            |                                              | -                                            | Quimper                                      |
| 41                                                       | Lineostic                                    | Accessible aux handicapés                    | 47° 59′ 00″ N, 4° 02′ 56″ O                  | -                                            |                                              | -                                            | Quimper                                      |
| 42                                                       | Petit-Guélen (Terminus Est 1/2)              | Accessible aux handicapés                    | 47° 59′ 01″ N, 4° 02′ 48″ O                  | 5                                            |                                              | Parc d'exploitation de la QUB                | Quimper                                      |
| Arrêt desservi quelques fois par jour                    |                                              |                                              |                                              |                                              |                                              |                                              |                                              |
| 43                                                       | Kergonan                                     | Accessible aux handicapés                    | 47° 58′ 56″ N, 4° 02′ 15″ O                  | 5                                            |                                              | ZA du Petit-Guélen                           | Quimper                                      |

#### LigneB
| Ligne | Caractéristiques | Caractéristiques                                 | Caractéristiques                                 | Caractéristiques                                 | Caractéristiques                                 | Caractéristiques                                 | Caractéristiques                                 | Caractéristiques                                 | Caractéristiques                                 |
| B     | Moulin des Landes (1/2) <> Université ⥋ Gourvily | Moulin des Landes (1/2) <> Université ⥋ Gourvily | Moulin des Landes (1/2) <> Université ⥋ Gourvily | Moulin des Landes (1/2) <> Université ⥋ Gourvily | Moulin des Landes (1/2) <> Université ⥋ Gourvily | Moulin des Landes (1/2) <> Université ⥋ Gourvily | Moulin des Landes (1/2) <> Université ⥋ Gourvily | Moulin des Landes (1/2) <> Université ⥋ Gourvily | Moulin des Landes (1/2) <> Université ⥋ Gourvily |
| ----- | --- | ------------------------------------------------ | ------------------------------------------------ | ------------------------------------------------ | ------------------------------------------------ | ------------------------------------------------ | ------------------------------------------------ | ------------------------------------------------ | ------------------------------------------------ |
| B     | Ouverture / Fermeture 9 juillet 2018 / — | Longueur 8,2 à 8,7 km                            | Durée 25 à 27 min                                | Nb. d’arrêts 27                                  | Matériel Voir ci-dessous                         | Jours de fonctionnement L, Ma, Me, J, V, S       | Jour / Soir / Nuit / Fêtes O / N / N / N         | Voy. / an —                                      | Exploitant RATP DEV Quimper Bretagne Occidentale |
| B     | Desserte : - Ville et lieux desservis : Quimper (C.C de Gourvily, Parking-Relais de Croix des Gardiens, Stade de Penvillers, Le Likès, Place de la Résistance, C.C de Glann Odet, Creac'h Gwen, Université). - Gares desservies : Aucune. |                                                  |                                                  |                                                  |                                                  |                                                  |                                                  |                                                  |                                                  |
| B     | Autre : - Arrêts non accessibles aux UFR : A.Massé (vers Gourvily) et Rond-Point de Gourvily - Amplitudes horaires : la ligne fonctionne du lundi au samedi sauf jours fériés de 6h43 à 20h38. - Particularités : Le premier départ à 6h43, part de l'arrêt Université, le premier départ de Gourvily est à 6h58. Le dernier départ de 20h38 part de l'arrêt Université, le dernier départ de Gourvily est à 20h37. - Date de dernière mise à jour : 2 octobre 2021. |                                                  |                                                  |                                                  |                                                  |                                                  |                                                  |                                                  |                                                  |
| B     | Dernière actualisation : — |                                                  |                                                  |                                                  |                                                  |                                                  |                                                  |                                                  |                                                  |

| Liste des arrêts de la Ligne B du réseau QUB | Liste des arrêts de la Ligne B du réseau QUB | Liste des arrêts de la Ligne B du réseau QUB | Liste des arrêts de la Ligne B du réseau QUB | Liste des arrêts de la Ligne B du réseau QUB | Liste des arrêts de la Ligne B du réseau QUB | Liste des arrêts de la Ligne B du réseau QUB |
| N°                                           | Nom de l'arrêt                               | Accessible                                   | Localisation                                 | Connexion                                    | Lieux proche de l'arrêt                      | Ville                                        |
| -------------------------------------------- | -------------------------------------------- | -------------------------------------------- | -------------------------------------------- | -------------------------------------------- | -------------------------------------------- | -------------------------------------------- |
| 1                                            | Gourvily (Terminus Nord)                     | Accessible aux handicapés                    | 48° 00′ 56″ N, 4° 04′ 56″ O                  | 1 et 4                                       | C.C de Gourvily                              | Quimper                                      |
| 2                                            | Rdpt de Gourvily                             |                                              | 48° 01′ 06″ N, 4° 05′ 01″ O                  | 1 et 4                                       | -                                            | Quimper                                      |
| 3                                            | Bécharles                                    | Accessible aux handicapés                    | 48° 00′ 55″ N, 4° 05′ 14″ O                  | 1 et 4                                       | -                                            | Quimper                                      |
| 4                                            | Eglantine                                    | Accessible aux handicapés                    | 48° 00′ 46″ N, 4° 05′ 18″ O                  | -                                            | C.C de Gourvily                              | Quimper                                      |
| 5                                            | Kermoguer                                    | Accessible aux handicapés                    | 48° 00′ 40″ N, 4° 05′ 30″ O                  | -                                            | -                                            | Quimper                                      |
| 6                                            | Croix des Gardiens                           | Accessible aux handicapés                    | 48° 00′ 37″ N, 4° 05′ 45″ O                  | 4                                            | Parking-Relais                               | Quimper                                      |
| 7                                            | F.Foch                                       | Accessible aux handicapés                    | 48° 00′ 30″ N, 4° 05′ 47″ O                  | 4                                            | Stade de Penvillers                          | Quimper                                      |
| 8                                            | Kerbrat                                      | Accessible aux handicapés                    | 48° 00′ 22″ N, 4° 05′ 51″ O                  | 4                                            | Maire-Annexe de Kerfeunteun                  | Quimper                                      |
| 9                                            | Kerfeunteun Bourg                            | Accessible aux handicapés                    | 48° 00′ 15″ N, 4° 05′ 54″ O                  | 1                                            | -                                            | Quimper                                      |
| 10                                           | M.Chapedelaine                               | Accessible aux handicapés                    | 48° 00′ 09″ N, 4° 05′ 58″ O                  | 1 et 4                                       | -                                            | Quimper                                      |
| 11                                           | Tourbie                                      | Accessible aux handicapés                    | 47° 59′ 58″ N, 4° 06′ 09″ O                  | 1 et 4                                       | Le Likès                                     | Quimper                                      |
| 12                                           | A.Massé                                      |                                              | 47° 59′ 49″ N, 4° 06′ 01″ O                  | 1, 2 et 4                                    | -                                            | Quimper                                      |
| Centre-Ville (vers Gourvily)                 |                                              |                                              |                                              |                                              |                                              |                                              |
| 13                                           | Résistance                                   | Accessible aux handicapés                    | 47° 59′ 39″ N, 4° 06′ 16″ O                  | A, C, 1, 2, 3, 4, 5, 6 et 7                  | Préfecture du Finistère                      | Quimper                                      |
| 14                                           | Pont Firmin Gare                             | Accessible aux handicapés                    | 47° 59′ 44″ N, 4° 05′ 50″ O                  | 1, 2,et 4                                    | Gare SNCF                                    | Quimper                                      |
| 15                                           | Poste Centrale                               | Accessible aux handicapés                    | 47° 59′ 43″ N, 4° 05′ 59″ O                  | 1, 2 et 4                                    | -                                            | Quimper                                      |
| Centre-Ville (vers Université)               |                                              |                                              |                                              |                                              |                                              |                                              |
| 16                                           | Kerguelen                                    | Accessible aux handicapés                    | 47° 59′ 42″ N, 4° 06′ 04″ O                  | 1, 2, 3, 4, 5, et 6                          | -                                            | Quimper                                      |
| 17                                           | Saint-Corentin                               | Accessible aux handicapés                    | 47° 59′ 42″ N, 4° 06′ 11″ O                  | 1, 2, 3, 4, 5 et 6                           | Cathédrale Saint-Corentin                    | Quimper                                      |
| 18                                           | Rue du Parc                                  | Accessible aux handicapés                    | 47° 59′ 40″ N, 4° 06′ 21″ O                  | A, C, 1, 2, 3, 4, 5, 6 et 7                  | Agence QUB                                   | Quimper                                      |
| Vers Université                              |                                              |                                              |                                              |                                              |                                              |                                              |
| 19                                           | Lokmaria                                     | Accessible aux handicapés                    | 47° 59′ 26″ N, 4° 06′ 38″ O                  | 4                                            | Egilse de Lokmaria                           | Quimper                                      |
| 20                                           | Rdpt du Frugy                                | Accessible aux handicapés                    | 47° 59′ 14″ N, 4° 06′ 31″ O                  | 4                                            | -                                            | Quimper                                      |
| 21                                           | Troménie                                     | Accessible aux handicapés                    | 47° 59′ 07″ N, 4° 06′ 22″ O                  | -                                            | -                                            | Quimper                                      |
| 22                                           | Prat Maria Bénodet                           | Accessible aux handicapés                    | 47° 59′ 02″ N, 4° 06′ 17″ O                  | -                                            | -                                            | Quimper                                      |
| 23                                           | Delta IUT                                    | Accessible aux handicapés                    | 47° 58′ 56″ N, 4° 06′ 10″ O                  | C                                            | IUT                                          | Quimper                                      |
| 24                                           | L'Orangerie                                  | Accessible aux handicapés                    | 47° 58′ 43″ N, 4° 06′ 08″ O                  | C                                            | -                                            | Quimper                                      |
| 25                                           | Président Sadate                             | Accessible aux handicapés                    | 47° 58′ 41″ N, 4° 05′ 54″ O                  | C                                            | France Travail Quimper Sud                   | Quimper                                      |
| 26                                           | G la Galerie                                 | Accessible aux handicapés                    | 47° 58′ 33″ N, 4° 05′ 49″ O                  | C                                            | G la Galerie                                 | Quimper                                      |
| 27                                           | Creac'h Gwen                                 | Accessible aux handicapés                    | 47° 58′ 30″ N, 4° 05′ 52″ O                  | C                                            | Creac'h Gwen                                 | Quimper                                      |
| 28                                           | Base de Loisirs                              | Accessible aux handicapés                    | 47° 58′ 24″ N, 4° 05′ 49″ O                  | C                                            | -                                            | Quimper                                      |
| 29                                           | Piscine Aquarive                             | Accessible aux handicapés                    | 47° 58′ 18″ N, 4° 05′ 41″ O                  | C                                            | Piscine Aquarive                             | Quimper                                      |
| 30                                           | Université (Terminus Sud)                    | Accessible aux handicapés                    | 47° 58′ 19″ N, 4° 05′ 31″ O                  | C                                            | Université de Quimper                        | Quimper                                      |
| 31                                           | Moulin des Landes (Terminus Sud 1/2)         | Accessible aux handicapés                    |                                              |                                              | Z.A.C de Moulin des Landes                   |                                              |

### Les lignes complémentaires
Les lignes complémentaires  1 2 3 4 complètent l’offre de transport. Ces lignes sont proposées avec une fréquence de passage toutes les 30 minutes. Véritable nouveauté sur le réseau, la ligne appelée  a été créée au Sud de Quimper, afin de favoriser les liaisons entre Kermoysan, le Bourdonnel, Ergué-Armel et les zones d’affluence comme le centre-ville, le centre commercial de Kerdrezec ou encore Creac’h Gwen. Cette ligne circulaire est proposée dans les deux sens de 7h à 20h du lundi au samedi toute l’année avec une fréquence de passage toutes les 30 minutes.
| Ligne | Caractéristiques | Caractéristiques                                                 | Caractéristiques                                                 | Caractéristiques                                                 | Caractéristiques                                                 | Caractéristiques                                                 | Caractéristiques                                                 | Caractéristiques                                                 | Caractéristiques                                                 |
| 1     | Prat ar Rouz ⥋ Gourvily | Prat ar Rouz ⥋ Gourvily                                          | Prat ar Rouz ⥋ Gourvily                                          | Prat ar Rouz ⥋ Gourvily                                          | Prat ar Rouz ⥋ Gourvily                                          | Prat ar Rouz ⥋ Gourvily                                          | Prat ar Rouz ⥋ Gourvily                                          | Prat ar Rouz ⥋ Gourvily                                          | Prat ar Rouz ⥋ Gourvily                                          |
| ----- | --- | ---------------------------------------------------------------- | ---------------------------------------------------------------- | ---------------------------------------------------------------- | ---------------------------------------------------------------- | ---------------------------------------------------------------- | ---------------------------------------------------------------- | ---------------------------------------------------------------- | ---------------------------------------------------------------- |
| 1     | Ouverture / Fermeture 9 juillet 2018 / — | Longueur 11,5 km                                                 | Durée 37 min                                                     | Nb. d’arrêts 35                                                  | Matériel Standard GX 137                                         | Jours de fonctionnement L, Ma, Me, J, V, S                       | Jour / Soir / Nuit / Fêtes O / N / N / N                         | Voy. / an —                                                      | Exploitant RATP DEV Quimper Bretagne Occidentale                 |
| 1     | Desserte : - Ville et lieux desservis : Quimper (C.C de Gourvily, Parking-Relais de Croix des Gardiens, Stade de Penvillers, Le Likès, Place de la Résistance, Place de la Tour d'Auvergne, Lycée Brizeux, Lycée le Paraclet). - Gares desservies : Aucune. |                                                                  |                                                                  |                                                                  |                                                                  |                                                                  |                                                                  |                                                                  |                                                                  |
| 1     | Autre : - Arrêts non accessibles aux UFR : Prat ar Rouz, L.Blanc, Terre Noire, Place de la Tour d'Auvergne, A.Massé (vers Gourvily), Foyer Saint Exupéry, Park Menez et J.Lemeunier. - Amplitudes horaires : la ligne fonctionne du lundi au samedi sauf jours fériés de 6h33 à 19h37. - Particularités : Le premier départ à 6h33, part de Prat ar Rouz, le premier départ de Gourvily, à partir de 2022, sera à 6h34. Le dernier départ de 19h37 part de Prat ar Rouz, le dernier départ de Gourvily, à partir de 2022, sera à 19h27. - Date de dernière mise à jour : 2 octobre 2021. |                                                                  |                                                                  |                                                                  |                                                                  |                                                                  |                                                                  |                                                                  |                                                                  |
| 1     | Dernière actualisation : — |                                                                  |                                                                  |                                                                  |                                                                  |                                                                  |                                                                  |                                                                  |                                                                  |
| 2     | Mercœur ⥋ Kerlagatu | Mercœur ⥋ Kerlagatu                                              | Mercœur ⥋ Kerlagatu                                              | Mercœur ⥋ Kerlagatu                                              | Mercœur ⥋ Kerlagatu                                              | Mercœur ⥋ Kerlagatu                                              | Mercœur ⥋ Kerlagatu                                              | Mercœur ⥋ Kerlagatu                                              | Mercœur ⥋ Kerlagatu                                              |
| 2     | Ouverture / Fermeture 6 janvier 2025 / — | Longueur 11 / 14,2 km                                            | Durée 34 à 43 min                                                | Nb. d’arrêts 35 à 43                                             | Matériel Standard                                                | Jours de fonctionnement L, Ma, Me, J, V, S                       | Jour / Soir / Nuit / Fêtes O / N / N / N                         | Voy. / an —                                                      | Exploitant RATP DEV Quimper Bretagne Occidentale                 |
| 2     | Desserte : - Ville et lieux desservis : Quimper , Place de la Résistance, Pont Firmin Gare, Route de Brest, IFSI, Mercoeur . - Gares desservies : 1. |                                                                  |                                                                  |                                                                  |                                                                  |                                                                  |                                                                  |                                                                  |                                                                  |
| 2     | Autre : - Amplitudes horaires : la ligne fonctionne du lundi au samedi sauf jours fériés de 6h45 à 19h14. - Date de dernière mise à jour : 2 octobre 2021. |                                                                  |                                                                  |                                                                  |                                                                  |                                                                  |                                                                  |                                                                  |                                                                  |
| 2     | Dernière actualisation : — |                                                                  |                                                                  |                                                                  |                                                                  |                                                                  |                                                                  |                                                                  |                                                                  |
| 3     | Ergué-Gabéric Bourg ⥋ Rue du Parc <> Place de la tour d'Auvergne | Ergué-Gabéric Bourg ⥋ Rue du Parc <> Place de la tour d'Auvergne | Ergué-Gabéric Bourg ⥋ Rue du Parc <> Place de la tour d'Auvergne | Ergué-Gabéric Bourg ⥋ Rue du Parc <> Place de la tour d'Auvergne | Ergué-Gabéric Bourg ⥋ Rue du Parc <> Place de la tour d'Auvergne | Ergué-Gabéric Bourg ⥋ Rue du Parc <> Place de la tour d'Auvergne | Ergué-Gabéric Bourg ⥋ Rue du Parc <> Place de la tour d'Auvergne | Ergué-Gabéric Bourg ⥋ Rue du Parc <> Place de la tour d'Auvergne | Ergué-Gabéric Bourg ⥋ Rue du Parc <> Place de la tour d'Auvergne |
| 3     | Ouverture / Fermeture 9 juillet 2018 / — | Longueur 10,3 km                                                 | Durée 25 à 26 min                                                | Nb. d’arrêts 21 / 23                                             | Matériel Standard GX 137                                         | Jours de fonctionnement L, Ma, Me, J, V, S                       | Jour / Soir / Nuit / Fêtes O / N / N / N                         | Voy. / an —                                                      | Exploitant RATP DEV Quimper Bretagne Occidentale                 |
| 3     | Desserte : - Ville et lieux desservis : Quimper (Place de la Résistance, Gare SNCF), Ergué-Gabéric (Rouillen, Mairie d'Ergué-Gabéric). - Gares desservies : Gare de Quimper |                                                                  |                                                                  |                                                                  |                                                                  |                                                                  |                                                                  |                                                                  |                                                                  |
| 3     | Autre : - Arrêts non accessibles aux UFR : Pont Banal, Lezebel, Tréodet, Kerelan, Hent Coz, A.Lebon, Eau Blanche et P.Brossolete - Amplitudes horaires : la ligne fonctionne du lundi au samedi sauf jours fériés de 6h36 à 19h42. - Particularités : Le premier départ à 6h36, part de l'arrêt Ergué-Gabéric Bourg, le premier départ de Résistance est à 7h07. Le dernier départ de 19h42 part de l'arrêt Résistance, le dernier départ de Ergué-Gabéric Bourg est à 19h12. - Date de dernière mise à jour : 2 octobre 2021.                                                           |                                                                  |                                                                  |                                                                  |                                                                  |                                                                  |                                                                  |                                                                  |                                                                  |
| 3     | Dernière actualisation : — |                                                                  |                                                                  |                                                                  |                                                                  |                                                                  |                                                                  |                                                                  |                                                                  |
| 4     | Kerlic (via Pôle de santé) ⥋ Ty Bos | Kerlic (via Pôle de santé) ⥋ Ty Bos                              | Kerlic (via Pôle de santé) ⥋ Ty Bos                              | Kerlic (via Pôle de santé) ⥋ Ty Bos                              | Kerlic (via Pôle de santé) ⥋ Ty Bos                              | Kerlic (via Pôle de santé) ⥋ Ty Bos                              | Kerlic (via Pôle de santé) ⥋ Ty Bos                              | Kerlic (via Pôle de santé) ⥋ Ty Bos                              | Kerlic (via Pôle de santé) ⥋ Ty Bos                              |
| 4     | Ouverture / Fermeture 6 janvier 2025 / — | Longueur 8,1 à 8,6 km                                            | Durée 27 à 32 min                                                | Nb. d’arrêts 25 à 29                                             | Matériel Standard                                                | Jours de fonctionnement L, Ma, Me, J, V, S                       | Jour / Soir / Nuit / Fêtes O / N / N / N                         | Voy. / an —                                                      | Exploitant RATP DEV Quimper Bretagne Occidentale                 |
| 4     | Desserte : - Ville et lieux desservis : Quimper (,Pôle Santé de Kerlic, C.C de Gourvily, Parking-Relais de Croix des Gardiens, Stade de Penvillers, Le Likès, Place de la Résistance, C.C de Kerdrézec, Centre Hospitalier de Quimper, IUT, Ergué-Armel Bourg et Ty-Bos). - Gares desservies : Aucune. |                                                                  |                                                                  |                                                                  |                                                                  |                                                                  |                                                                  |                                                                  |                                                                  |
| 4     | Autre : - Arrêts non accessibles aux UFR : Place de la Tour d'Auvergne, A.Massé (vers Kerlic), J.Loth, Kerfeunteun Mairie et Rond-Point de Gourvily - Amplitudes horaires : la ligne fonctionne du lundi au samedi sauf jours fériés de 6h46 à 19h45. - Particularités : Le premier départ à 6h46, part de l'arrêt Kerlic, le premier départ de Résistance est à 7h20. Le dernier départ de 19h45 part de l'arrêt Résistance, le dernier départ de Kerlic est à 19h10. - Date de dernière mise à jour : 2 octobre 2021.                                                                  |                                                                  |                                                                  |                                                                  |                                                                  |                                                                  |                                                                  |                                                                  |                                                                  |
| 4     | Dernière actualisation : — |                                                                  |                                                                  |                                                                  |                                                                  |                                                                  |                                                                  |                                                                  |                                                                  |
| C     | Kervalguen ⥋ Saint Jean-Baptiste | Kervalguen ⥋ Saint Jean-Baptiste                                 | Kervalguen ⥋ Saint Jean-Baptiste                                 | Kervalguen ⥋ Saint Jean-Baptiste                                 | Kervalguen ⥋ Saint Jean-Baptiste                                 | Kervalguen ⥋ Saint Jean-Baptiste                                 | Kervalguen ⥋ Saint Jean-Baptiste                                 | Kervalguen ⥋ Saint Jean-Baptiste                                 | Kervalguen ⥋ Saint Jean-Baptiste                                 |
| C     | Ouverture / Fermeture 6 janvier 2025 / — | Longueur 18,5 à 21 km                                            | Durée 57 à 60 min                                                | Nb. d’arrêts 50 / 51                                             | Matériel Standard                                                | Jours de fonctionnement L, Ma, Me, J, V, S                       | Jour / Soir / Nuit / Fêtes O / N / N / N                         | Voy. / an —                                                      | Exploitant RATP DEV Quimper Bretagne Occidentale                 |
| C     | Desserte : - Ville et lieux desservis : Quimper (Nouveau quartier de Kervalguen, C.C de Kerdrézec, G la Galerie, Creac'h Gwen, Université, IUT, Rue du Parc, Cinéville et Saint-Jean-Baptiste). - Gares desservies : Aucune. |                                                                  |                                                                  |                                                                  |                                                                  |                                                                  |                                                                  |                                                                  |                                                                  |
| C     | Autre : |                                                                  |                                                                  |                                                                  |                                                                  |                                                                  |                                                                  |                                                                  |                                                                  |
| C     | Dernière actualisation : — |                                                                  |                                                                  |                                                                  |                                                                  |                                                                  |                                                                  |                                                                  |                                                                  |

### Les lignes à fréquences adaptées aux quartiers et communes péri-urbaines
Aux 30 minutes en heures de pointe et aux 60 minutes en heures creuses, les lignes  5 6 7 complètent le réseau et garantissent un maillage des quartiers et du territoire. Des dessertes nouvelles ont été créées, notamment pour le CMPI Gourmelen ou encore le quartier de Kernisy. Les dessertes régulières de Pluguffan (ligne 6) et Plomelin (ligne 7) sont désormais assurées en bus et non plus en autocar. Néanmoins, les arrêts de la ligne 7, sont, depuis la rentrée 2018, assurés par autocars low-entry.  Cette nouveauté a permis d’intégrer ces communes au périmètre urbain des transports de Quimper et de garantir l’accessibilité de ces lignes aux Personnes à Mobilité Réduite.
| Ligne | Caractéristiques | Caractéristiques                                                | Caractéristiques                                                | Caractéristiques                                                | Caractéristiques                                                | Caractéristiques                                                | Caractéristiques                                                | Caractéristiques                                                | Caractéristiques                                                |
| ?     | ? ⥋ ? | ? ⥋ ?                                                           | ? ⥋ ?                                                           | ? ⥋ ?                                                           | ? ⥋ ?                                                           | ? ⥋ ?                                                           | ? ⥋ ?                                                           | ? ⥋ ?                                                           | ? ⥋ ?                                                           |
| ----- | --- | --------------------------------------------------------------- | --------------------------------------------------------------- | --------------------------------------------------------------- | --------------------------------------------------------------- | --------------------------------------------------------------- | --------------------------------------------------------------- | --------------------------------------------------------------- | --------------------------------------------------------------- |
| ?     | Ouverture / Fermeture — / — | Longueur —                                                      | Durée —                                                         | Nb. d’arrêts —                                                  | Matériel —                                                      | Jours de fonctionnement —                                       | Jour / Soir / Nuit / Fêtes — / — / — / —                        | Voy. / an —                                                     | Dépôt —                                                         |
| ?     | Desserte : — |                                                                 |                                                                 |                                                                 |                                                                 |                                                                 |                                                                 |                                                                 |                                                                 |
| ?     | Autre : |                                                                 |                                                                 |                                                                 |                                                                 |                                                                 |                                                                 |                                                                 |                                                                 |
| ?     | Dernière actualisation : — |                                                                 |                                                                 |                                                                 |                                                                 |                                                                 |                                                                 |                                                                 |                                                                 |
| 5     | Moulin Vert ⥋ Petit-Guélen / ZA Petit Guélen | Moulin Vert ⥋ Petit-Guélen / ZA Petit Guélen                    | Moulin Vert ⥋ Petit-Guélen / ZA Petit Guélen                    | Moulin Vert ⥋ Petit-Guélen / ZA Petit Guélen                    | Moulin Vert ⥋ Petit-Guélen / ZA Petit Guélen                    | Moulin Vert ⥋ Petit-Guélen / ZA Petit Guélen                    | Moulin Vert ⥋ Petit-Guélen / ZA Petit Guélen                    | Moulin Vert ⥋ Petit-Guélen / ZA Petit Guélen                    | Moulin Vert ⥋ Petit-Guélen / ZA Petit Guélen                    |
| 5     | Ouverture / Fermeture 6 janvier 2025 / — | Longueur 9,3 / 14,8 km                                          | Durée 30 à 40 min                                               | Nb. d’arrêts 32 à 42                                            | Matériel GX 137 Standard                                        | Jours de fonctionnement L, Ma, Me, J, V, S                      | Jour / Soir / Nuit / Fêtes O / N / N / N                        | Voy. / an —                                                     | Exploitant Keolis Quimper                                       |
| 5     | Desserte : - Ville et lieux desservis : Quimper (Stade de Penvillers, Multiplexe, Place de la Résistance, Gare SNCF, Eglise Saint-Alor, ZA Petit-Guélen). - Gares desservies : Gare de Quimper |                                                                 |                                                                 |                                                                 |                                                                 |                                                                 |                                                                 |                                                                 |                                                                 |
| 5     | Autre : - Arrêts non accessibles aux UFR : J.Lemeunier, Kerivoal, Pontigou, Rue de Douarnenez, Place de Locronan, G.Clemenceau, L.Aragon, Petit-Guélen, Rdpt du Petit-Guélen, Covoiturage, Villeneuve le Petit, Ménez Prat, Saint-Anne et ZA Petit-Guélen - Amplitudes horaires : la ligne fonctionne du lundi au samedi sauf jours fériés de 6h42 à 19h50. - Particularités : Le premier départ à 6h42, part de l'arrêt Résistance, le premier départ de Petit-Guélen est à 6h48. Le dernier départ a lieu à 19h50, à Saint-Jean Baptiste, le dernier départ de Petit-Guélen a lieu à 19h15. - Date de dernière mise à jour : 3 octobre 2021. |                                                                 |                                                                 |                                                                 |                                                                 |                                                                 |                                                                 |                                                                 |                                                                 |
| 5     | Dernière actualisation : — |                                                                 |                                                                 |                                                                 |                                                                 |                                                                 |                                                                 |                                                                 |                                                                 |
| 6     | Pluguffan Andrieux ⥋ Ergué Gaberic Lestonan | Pluguffan Andrieux ⥋ Ergué Gaberic Lestonan                     | Pluguffan Andrieux ⥋ Ergué Gaberic Lestonan                     | Pluguffan Andrieux ⥋ Ergué Gaberic Lestonan                     | Pluguffan Andrieux ⥋ Ergué Gaberic Lestonan                     | Pluguffan Andrieux ⥋ Ergué Gaberic Lestonan                     | Pluguffan Andrieux ⥋ Ergué Gaberic Lestonan                     | Pluguffan Andrieux ⥋ Ergué Gaberic Lestonan                     | Pluguffan Andrieux ⥋ Ergué Gaberic Lestonan                     |
| 6     | Ouverture / Fermeture 6 janvier 2025 / — | Longueur 9,7 km                                                 | Durée 27 min                                                    | Nb. d’arrêts 22 / 23                                            | Matériel Standard Articulé                                      | Jours de fonctionnement L, Ma, Me, J, V, S                      | Jour / Soir / Nuit / Fêtes O / N / N / N                        | Voy. / an —                                                     | Exploitant Keolis Quimper                                       |
| 6     | Desserte : - Ville et lieux desservis : Pluguffan (Mairie de Pluguffan), Quimper (Lycée Chaptal, Lycée Brizeux, Palais de Justice, Gare SNCF). - Gares desservies : Gare de Quimper |                                                                 |                                                                 |                                                                 |                                                                 |                                                                 |                                                                 |                                                                 |                                                                 |
| 6     | Autre : - Arrêts non accessibles aux UFR : Les Trois Le Guennec, Penn alez Keriner et Ti Krapon - Amplitudes horaires : la ligne fonctionne du lundi au samedi sauf jours fériés de 7h08 à 19h10. - Particularités : Le premier départ à 7h08, part de l'arrêt Pluguffan Andrieux, le premier départ de Sainte-Thérèse est à 7h22. Le dernier départ de 19h10 part de l'arrêt Pluguffan Andrieux, le dernier départ de Sainte-Thérèse est à 19h01. - Date de dernière mise à jour : 3 octobre 2021. |                                                                 |                                                                 |                                                                 |                                                                 |                                                                 |                                                                 |                                                                 |                                                                 |
| 6     | Dernière actualisation : — |                                                                 |                                                                 |                                                                 |                                                                 |                                                                 |                                                                 |                                                                 |                                                                 |
| 7     | Plomelin Kerveo / Plomelin Saint-Roch ⥋ Centre-Ville de Quimper | Plomelin Kerveo / Plomelin Saint-Roch ⥋ Centre-Ville de Quimper | Plomelin Kerveo / Plomelin Saint-Roch ⥋ Centre-Ville de Quimper | Plomelin Kerveo / Plomelin Saint-Roch ⥋ Centre-Ville de Quimper | Plomelin Kerveo / Plomelin Saint-Roch ⥋ Centre-Ville de Quimper | Plomelin Kerveo / Plomelin Saint-Roch ⥋ Centre-Ville de Quimper | Plomelin Kerveo / Plomelin Saint-Roch ⥋ Centre-Ville de Quimper | Plomelin Kerveo / Plomelin Saint-Roch ⥋ Centre-Ville de Quimper | Plomelin Kerveo / Plomelin Saint-Roch ⥋ Centre-Ville de Quimper |
| 7     | Ouverture / Fermeture 9 juillet 2018 / — | Longueur 10,7 km                                                | Durée 27 à 32 min                                               | Nb. d’arrêts 22 à 26                                            | Matériel Irisbus Crossway LE, Setra 416 LE                      | Jours de fonctionnement L, Ma, Me, J, V, S                      | Jour / Soir / Nuit / Fêtes O / N / N / N                        | Voy. / an —                                                     | Exploitant Le Coeur Bus&Cars (Océlorn)                          |
| 7     | Desserte : - Ville et lieux desservis : Plomelin (Mairie de Plomelin) Quimper (Lycée Chaptal, Lycée Brizeux, Palais de Justice, Gare SNCF). - Gares desservies : Aucune. |                                                                 |                                                                 |                                                                 |                                                                 |                                                                 |                                                                 |                                                                 |                                                                 |
| 7     | Autre : - Arrêts non accessibles aux UFR : Les Trois Le Guennec, Ti Souben, Penhaod Braz, Kerdavid, Bossavarn, Pichery, Menhir, Kergoff, Verrouri Nevez, Leurre, Kerouzien et Plomelin Saint-Roch - Amplitudes horaires : la ligne fonctionne du lundi au samedi sauf jours fériés de 6h52 à 19h45. - Particularités : Le premier départ à 6h52, part de l'arrêt Plomelin Saint-Roch, le premier départ de Rue du Parc est à 7h29. Le dernier départ de 19h45 part de l'arrêt Rue du Parc, le dernier départ de Plomelin Kerveo est à 19h15. - Date de dernière mise à jour : 3 octobre 2021.                                                  |                                                                 |                                                                 |                                                                 |                                                                 |                                                                 |                                                                 |                                                                 |                                                                 |
| 7     | Dernière actualisation : — |                                                                 |                                                                 |                                                                 |                                                                 |                                                                 |                                                                 |                                                                 |                                                                 |
| ?     | ? ⥋ ? | ? ⥋ ?                                                           | ? ⥋ ?                                                           | ? ⥋ ?                                                           | ? ⥋ ?                                                           | ? ⥋ ?                                                           | ? ⥋ ?                                                           | ? ⥋ ?                                                           | ? ⥋ ?                                                           |
| ?     | Ouverture / Fermeture — / — | Longueur —                                                      | Durée —                                                         | Nb. d’arrêts —                                                  | Matériel —                                                      | Jours de fonctionnement —                                       | Jour / Soir / Nuit / Fêtes — / — / — / —                        | Voy. / an —                                                     | Dépôt —                                                         |
| ?     | Desserte : — |                                                                 |                                                                 |                                                                 |                                                                 |                                                                 |                                                                 |                                                                 |                                                                 |
| ?     | Autre : |                                                                 |                                                                 |                                                                 |                                                                 |                                                                 |                                                                 |                                                                 |                                                                 |
| ?     | Dernière actualisation : — |                                                                 |                                                                 |                                                                 |                                                                 |                                                                 |                                                                 |                                                                 |                                                                 |

### Les lignes péri-urbaines (trajets assurés en cars)
Les liaisons péri-urbaines proposent des dessertes en autocars ou minibus pour les communes péri-urbaines de Guengat, Locronan, Plogonnec et Plonéis. Ces lignes sont dénommées  10 11 12 13 14 15 16 17. Des horaires en ligne fixe et en Transport à la Demande (TAD) sont mis en place. À partir du 1er septembre 2018, la ligne  12 (anciennement ligne 38 opérée par le réseau Penn-ar-Bed) sera intégrée au périmètre urbain de Quimper Bretagne Occidentale et sera gérée par le réseau QUB. Cette liaison desservira l’axe Briec ↔ Quimper. La tarification du réseau QUB sera applicable sur ce secteur, comme sur tout le Pays Glazik. Les services sur ce territoire du Pays Glazik seront, dans un premier temps, repris à l’identique à la rentrée 2018, afin de bien identifier les besoins et spécificités de chaque desserte. Depuis la rentrée 2019 les lignes  16 et  17  ont été ajoutées.
| Ligne | Caractéristiques | Caractéristiques                                 | Caractéristiques                                 | Caractéristiques                                 | Caractéristiques                                 | Caractéristiques                                 | Caractéristiques                                 | Caractéristiques                                 | Caractéristiques                                 |
| 10    | Locronan Kerjacob ⥋ Centre-Ville de Quimper | Locronan Kerjacob ⥋ Centre-Ville de Quimper      | Locronan Kerjacob ⥋ Centre-Ville de Quimper      | Locronan Kerjacob ⥋ Centre-Ville de Quimper      | Locronan Kerjacob ⥋ Centre-Ville de Quimper      | Locronan Kerjacob ⥋ Centre-Ville de Quimper      | Locronan Kerjacob ⥋ Centre-Ville de Quimper      | Locronan Kerjacob ⥋ Centre-Ville de Quimper      | Locronan Kerjacob ⥋ Centre-Ville de Quimper      |
| ----- | --- | ------------------------------------------------ | ------------------------------------------------ | ------------------------------------------------ | ------------------------------------------------ | ------------------------------------------------ | ------------------------------------------------ | ------------------------------------------------ | ------------------------------------------------ |
| 10    | Ouverture / Fermeture 9 juillet 2018 / — | Longueur 22,1 km                                 | Durée 28 / 36 min                                | Nb. d’arrêts 29 / 30                             | Matériel Autocar                                 | Jours de fonctionnement L, Ma, Me, J, V, S       | Jour / Soir / Nuit / Fêtes O / N / N / N         | Voy. / an —                                      | Exploitant Hascoët Voyages                       |
| 10    | Desserte : - Ville et lieux desservis : Locronan (Mairie de Locronan), Plogonnec (Mairie de Plogonnec), Quimper (Stade de Penvillers, Le Likès, Place de la Résistance). - Gares desservies : Aucune. |                                                  |                                                  |                                                  |                                                  |                                                  |                                                  |                                                  |                                                  |
| 10    | Autre : - Arrêts non accessibles aux UFR : A.Massé (vers Locronan), Kergariou, Kergogne, Penvern, Kerreun, Crenal, Pennaprat Lorette, Les Genêts, Kerantous, Plogonnec Centre, Route Toulanay, Locronan Mission et Locronan Kerjacob. - Amplitudes horaires : la ligne fonctionne du lundi au samedi sauf jours fériés de 8h35 à 19h05. - Particularités : Le premier départ à 8h35, a comme départ Résistance, le premier départ de Locronan Kerjacob est à 9h05. Le dernier départ de 19h05 part de Résistance, le dernier départ de Locronan Kerjacob, est à 16h45. - Date de dernière mise à jour : 6 octobre 2021. |                                                  |                                                  |                                                  |                                                  |                                                  |                                                  |                                                  |                                                  |
| 10    | Dernière actualisation : — |                                                  |                                                  |                                                  |                                                  |                                                  |                                                  |                                                  |                                                  |
| 11    | Guengat Kermarc ⥋ Centre-Ville de Quimper | Guengat Kermarc ⥋ Centre-Ville de Quimper        | Guengat Kermarc ⥋ Centre-Ville de Quimper        | Guengat Kermarc ⥋ Centre-Ville de Quimper        | Guengat Kermarc ⥋ Centre-Ville de Quimper        | Guengat Kermarc ⥋ Centre-Ville de Quimper        | Guengat Kermarc ⥋ Centre-Ville de Quimper        | Guengat Kermarc ⥋ Centre-Ville de Quimper        | Guengat Kermarc ⥋ Centre-Ville de Quimper        |
| 11    | Ouverture / Fermeture 9 juillet 2018 / — | Longueur 14,2 km                                 | Durée 30 min                                     | Nb. d’arrêts 19                                  | Matériel Autocar                                 | Jours de fonctionnement L, Ma, Me, J, V, S       | Jour / Soir / Nuit / Fêtes O / N / N / N         | Voy. / an —                                      | Exploitant ?                                     |
| 11    | Desserte : - Ville et lieux desservis : Guengat (Mairie de Guengat), Plonéis (Mairie de Plonéis), Quimper (Saint-Mathieu, Place de la Résistance). - Gares desservies : Aucune. |                                                  |                                                  |                                                  |                                                  |                                                  |                                                  |                                                  |                                                  |
| 11    | Autre : - Arrêts non accessibles aux UFR : Guengat Kermarc, Ecole Saint-Joseph, Armor, Ty Nevez, C.Bozec, Kerdaniou, Kergaben, Beg An Duchen, Porsmelec, Rue de Douarnenez et Place de Locronan. - Amplitudes horaires : la ligne fonctionne du lundi au samedi sauf jours fériés de 7h00 à 18h30. - Particularités : Le premier départ à 7h00, a comme départ Guengat Kermarc, le premier départ de Rue du Parc est à 12h20. Le dernier départ de 18h30 part de Rue du Parc, le dernier départ de Guengat Kermarc, est à 13h25. - Date de dernière mise à jour : 6 octobre 2021. |                                                  |                                                  |                                                  |                                                  |                                                  |                                                  |                                                  |                                                  |
| 11    | Dernière actualisation : — |                                                  |                                                  |                                                  |                                                  |                                                  |                                                  |                                                  |                                                  |
| 12    | Briec Lumonoc'h ⥋ Centre-Ville de Quimper | Briec Lumonoc'h ⥋ Centre-Ville de Quimper        | Briec Lumonoc'h ⥋ Centre-Ville de Quimper        | Briec Lumonoc'h ⥋ Centre-Ville de Quimper        | Briec Lumonoc'h ⥋ Centre-Ville de Quimper        | Briec Lumonoc'h ⥋ Centre-Ville de Quimper        | Briec Lumonoc'h ⥋ Centre-Ville de Quimper        | Briec Lumonoc'h ⥋ Centre-Ville de Quimper        | Briec Lumonoc'h ⥋ Centre-Ville de Quimper        |
| 12    | Ouverture / Fermeture 9 juillet 2018 / — | Longueur 20 km                                   | Durée 31 / 32 min                                | Nb. d’arrêts 18 / 19                             | Matériel Autocar                                 | Jours de fonctionnement L, Ma, Me, J, V, S       | Jour / Soir / Nuit / Fêtes O / N / N / N         | Voy. / an —                                      | Exploitant ?                                     |
| 12    | Desserte : - Ville et lieux desservis : Briec (Mairie de Briec, ZA des Pays-Bas, ZA de Lumonoc'h), Quimper (Stade de Penvillers, Le Likès, Place de la Résistance). - Gares desservies : Aucune. |                                                  |                                                  |                                                  |                                                  |                                                  |                                                  |                                                  |                                                  |
| 12    | Autre : - Arrêts non accessibles aux UFR : Briec Covoiturage, ZL des Pays-Bas, Général de Gaulle et A.Massé (vers Briec). - Amplitudes horaires : la ligne fonctionne du lundi au samedi sauf jours fériés de 7h15 à 18h30. - Particularités : - Le premier départ à 7h15, a comme départ Briec Mairie, le premier départ de Résistance est à 7h40. Le dernier départ de 18h30 part de Résistance, le dernier départ de Briec Mairie, est à 17h55. - Ancienne ligne 38 du réseau BreizhGo (ex-Penn ar Bed) - Date de dernière mise à jour : 6 octobre 2021. |                                                  |                                                  |                                                  |                                                  |                                                  |                                                  |                                                  |                                                  |
| 12    | Dernière actualisation : — |                                                  |                                                  |                                                  |                                                  |                                                  |                                                  |                                                  |                                                  |
| 13    | Plogonnec Keryouen ⥋ Place de la Tour d'Auvergne | Plogonnec Keryouen ⥋ Place de la Tour d'Auvergne | Plogonnec Keryouen ⥋ Place de la Tour d'Auvergne | Plogonnec Keryouen ⥋ Place de la Tour d'Auvergne | Plogonnec Keryouen ⥋ Place de la Tour d'Auvergne | Plogonnec Keryouen ⥋ Place de la Tour d'Auvergne | Plogonnec Keryouen ⥋ Place de la Tour d'Auvergne | Plogonnec Keryouen ⥋ Place de la Tour d'Auvergne | Plogonnec Keryouen ⥋ Place de la Tour d'Auvergne |
| 13    | Ouverture / Fermeture 9 juillet 2018 / — | Longueur 21,9 km                                 | Durée 46 / 47 min                                | Nb. d’arrêts 26 / 28                             | Matériel Minibus/ Midibus et Autocar             | Jours de fonctionnement L, Ma, Me, J, V, S       | Jour / Soir / Nuit / Fêtes O / N / N / N         | Voy. / an —                                      | Exploitant Hascoët Voyages                       |
| 13    | Desserte : - Ville et lieux desservis : Plogonnec, Quimper (Stade de Penvillers, Le Likès, Place de la Résistance, Place de la Tour d'Auvergne). - Gares desservies : Aucune. |                                                  |                                                  |                                                  |                                                  |                                                  |                                                  |                                                  |                                                  |
| 13    | Autre : - Arrêts non accessibles aux UFR : Plogonnec Keryouen, Lopeau, Penhoat, Kergall, Kervao, Lorette, Keranguilly, Moulin de la Lorette, Kerzu, Kergadonna, Saint-Eugène, Croaz Caer, Bolhoat, Trohéir, Steir, Kervouyec, A.Massé (vers Plogonnec) et Place de la Tour d'Auvergne. - Amplitudes horaires : la ligne fonctionne du lundi au samedi sauf jours fériés de 6h50 à 17h52. - Particularités : Le premier départ à 6h50, a comme départ Plogonnec Keryouen, le premier départ de Résistance est à 12h12. Le dernier départ de 17h52 part de Résistance, le dernier départ de Plogonnec Keryouen, est à 13h15. - Date de dernière mise à jour : 6 octobre 2021.                                                                               |                                                  |                                                  |                                                  |                                                  |                                                  |                                                  |                                                  |                                                  |
| 13    | Dernière actualisation : — |                                                  |                                                  |                                                  |                                                  |                                                  |                                                  |                                                  |                                                  |
| 14    | Stangala ⥋ Centre-Ville de Quimper | Stangala ⥋ Centre-Ville de Quimper               | Stangala ⥋ Centre-Ville de Quimper               | Stangala ⥋ Centre-Ville de Quimper               | Stangala ⥋ Centre-Ville de Quimper               | Stangala ⥋ Centre-Ville de Quimper               | Stangala ⥋ Centre-Ville de Quimper               | Stangala ⥋ Centre-Ville de Quimper               | Stangala ⥋ Centre-Ville de Quimper               |
| 14    | Ouverture / Fermeture 9 juillet 2018 / — | Longueur 12,9 / 13,6 km                          | Durée 25 / 27 min                                | Nb. d’arrêts 19                                  | Matériel Minibus / Midicar et Autocar            | Jours de fonctionnement L, Ma, Me, J, V, S       | Jour / Soir / Nuit / Fêtes O / N / N / N         | Voy. / an —                                      | Exploitant Le Coeur Bus&Cars (Océlorn)           |
| 14    | Desserte : - Ville et lieux desservis : Quimper (Gorges du Stangala, CFA Cuzon, Le Likès, Place de la Résistance). - Gares desservies : Aucune. |                                                  |                                                  |                                                  |                                                  |                                                  |                                                  |                                                  |                                                  |
| 14    | Autre : - Arrêts non accessibles aux UFR : Stangala, Treouzon Vihan, Route du Stangala, Ty Mab Fourman, Coat Feunteun, Park Poullic, Vieille route de Briec, Ty Gardien, Cuzon et A.Massé (vers Stangala). - Amplitudes horaires : la ligne fonctionne du lundi au samedi sauf jours fériés de 7h18 à 17h50. - Particularités : Le premier départ à 7h18, a comme départ Stangala, le premier départ de Résistance est à 12h15. Le dernier départ de 17h50 part de Résistance, le dernier départ de Stangala, est à 13h18. - Date de dernière mise à jour : 6 octobre 2021. |                                                  |                                                  |                                                  |                                                  |                                                  |                                                  |                                                  |                                                  |
| 14    | Dernière actualisation : — |                                                  |                                                  |                                                  |                                                  |                                                  |                                                  |                                                  |                                                  |
| 15    | Quéméneven Gare ⥋ Place de la Tour d'Auvergne | Quéméneven Gare ⥋ Place de la Tour d'Auvergne    | Quéméneven Gare ⥋ Place de la Tour d'Auvergne    | Quéméneven Gare ⥋ Place de la Tour d'Auvergne    | Quéméneven Gare ⥋ Place de la Tour d'Auvergne    | Quéméneven Gare ⥋ Place de la Tour d'Auvergne    | Quéméneven Gare ⥋ Place de la Tour d'Auvergne    | Quéméneven Gare ⥋ Place de la Tour d'Auvergne    | Quéméneven Gare ⥋ Place de la Tour d'Auvergne    |
| 15    | Ouverture / Fermeture 9 juillet 2018 / — | Longueur 26,9 km                                 | Durée 43 / 50 min                                | Nb. d’arrêts 30 / 32                             | Matériel Man Lion's Intercity                    | Jours de fonctionnement L, Ma, Me, J, V, S       | Jour / Soir / Nuit / Fêtes O / N / N / N         | Voy. / an —                                      | Exploitant Feillant Voyages                      |
| 15    | Desserte : - Ville et lieux desservis : Quimper (Stade de Penvillers, Le Likès, Place de la Résistance). - Gares desservies : Aucune. |                                                  |                                                  |                                                  |                                                  |                                                  |                                                  |                                                  |                                                  |
| 15    | Autre : - Arrêts non accessibles aux UFR : Quéménéven Kergoat, Quéménéven Gare Quéménéven Bourg, Quéménéven Stade, Route de Quimper, Keroriou Ar Gorre, Poulley, Ker Elisa, Creac'h Noz, Ty Nevez, Pont-Queau, Men-Fouez, Penfrat, Garsabic, Gourleo, Kernilis, Coat Olier, A.Massé (vers Quéménéven) et Place de la Tour d'Auvergne. - Amplitudes horaires : la ligne fonctionne du lundi au samedi sauf jours fériés de 6h50 à 17h57. - Particularités : Le premier départ à 6h50, a comme départ Quéméneven Gare, le premier départ de Place de la Tour d'Auvergne est à 12h22. Le dernier départ de 17h57 part de Place de la Tour d'Auvergne, le dernier départ de Quéméneven Kergoat, est à 13h10. - Date de dernière mise à jour : 6 octobre 2021. |                                                  |                                                  |                                                  |                                                  |                                                  |                                                  |                                                  |                                                  |
| 15    | Dernière actualisation : — |                                                  |                                                  |                                                  |                                                  |                                                  |                                                  |                                                  |                                                  |
| 16    | Landudal Bourg ⥋ Piscine Kerlan Vian | Landudal Bourg ⥋ Piscine Kerlan Vian             | Landudal Bourg ⥋ Piscine Kerlan Vian             | Landudal Bourg ⥋ Piscine Kerlan Vian             | Landudal Bourg ⥋ Piscine Kerlan Vian             | Landudal Bourg ⥋ Piscine Kerlan Vian             | Landudal Bourg ⥋ Piscine Kerlan Vian             | Landudal Bourg ⥋ Piscine Kerlan Vian             | Landudal Bourg ⥋ Piscine Kerlan Vian             |
| 16    | Ouverture / Fermeture septembre 2019 / — | Longueur 38,6 km                                 | Durée 67 / 71 min                                | Nb. d’arrêts 29 / 30                             | Matériel Autocar                                 | Jours de fonctionnement L, Ma, Me, J, V, S       | Jour / Soir / Nuit / Fêtes O / N / N / N         | Voy. / an —                                      | Exploitant ?                                     |
| 16    | Desserte : - Ville et lieux desservis : Landudal, Langolen, Edern, Briec, Landrévarzec, Quimper (Stade de Penvillers, Le Likès, Place de la Résistance, Lycée Brizeux, Lycée Chaptal, Lycée de Cornouaille). - Gares desservies : Aucune. |                                                  |                                                  |                                                  |                                                  |                                                  |                                                  |                                                  |                                                  |
| 16    | Autre : - Arrêts non accessibles aux UFR : Landudal Bourg, Koad Trohanet, Langolen Bourg, Edern Bourg, Général de Gaulle, Prat Hir, ZL Pays-Bas, Landrévarzec Bourg, Le Stankou, Kerzulliec, Kervalennou, Ty Tokig, Quillinen, Pen ar Prat et A.Massé (vers Landudal). - Amplitudes horaires : la ligne fonctionne du lundi au samedi sauf jours fériés de 7h30 à 18h07. - Particularités : Le premier départ à 7h30, a comme départ Landudal Bourg, le premier départ de Résistance est à 12h17, le mercredi. Le dernier départ de 18h07 part de Résistance, le dernier départ de Landudal Bourg, est à 13h05. - Date de dernière mise à jour : 6 octobre 2021.                                                                                          |                                                  |                                                  |                                                  |                                                  |                                                  |                                                  |                                                  |                                                  |
| 16    | Dernière actualisation : — |                                                  |                                                  |                                                  |                                                  |                                                  |                                                  |                                                  |                                                  |
| 17    | Briec Mairie ⥋ Centre-Ville de Quimper | Briec Mairie ⥋ Centre-Ville de Quimper           | Briec Mairie ⥋ Centre-Ville de Quimper           | Briec Mairie ⥋ Centre-Ville de Quimper           | Briec Mairie ⥋ Centre-Ville de Quimper           | Briec Mairie ⥋ Centre-Ville de Quimper           | Briec Mairie ⥋ Centre-Ville de Quimper           | Briec Mairie ⥋ Centre-Ville de Quimper           | Briec Mairie ⥋ Centre-Ville de Quimper           |
| 17    | Ouverture / Fermeture septembre 2019 / — | Longueur 39,1 km                                 | Durée 38 / 40 min                                | Nb. d’arrêts 11                                  | Matériel Minibus                                 | Jours de fonctionnement Me, S                    | Jour / Soir / Nuit / Fêtes O / N / N / N         | Voy. / an —                                      | Exploitant Le Coeur Bus&Cars (Océlorn)           |
| 17    | Desserte : - Ville et lieux desservis : Landudal, Langolen, Briec, Quimper (Stade de Penvillers, Le Likès, Place de la Résistance). - Gares desservies : Aucune. |                                                  |                                                  |                                                  |                                                  |                                                  |                                                  |                                                  |                                                  |
| 17    | Autre : - Arrêts non accessibles aux UFR : Langolen Bourg, Landudal Bourg, Cité de l'Odet, Bel Air, Ty Sanquer et A.Massé (vers Briec). - Amplitudes horaires : la ligne fonctionne le mercredi et le samedi sauf jours fériés de 8h55 à 17h20. - Particularités : Le premier départ à 8h55, a comme départ Briec Mairie, le premier départ de Résistance est à 12h20. Le dernier départ de 17h20 part de Résistance, le dernier départ de Briec Mairie, est à 13h10. - Date de dernière mise à jour : 6 octobre 2021. |                                                  |                                                  |                                                  |                                                  |                                                  |                                                  |                                                  |                                                  |
| 17    | Dernière actualisation : — |                                                  |                                                  |                                                  |                                                  |                                                  |                                                  |                                                  |                                                  |

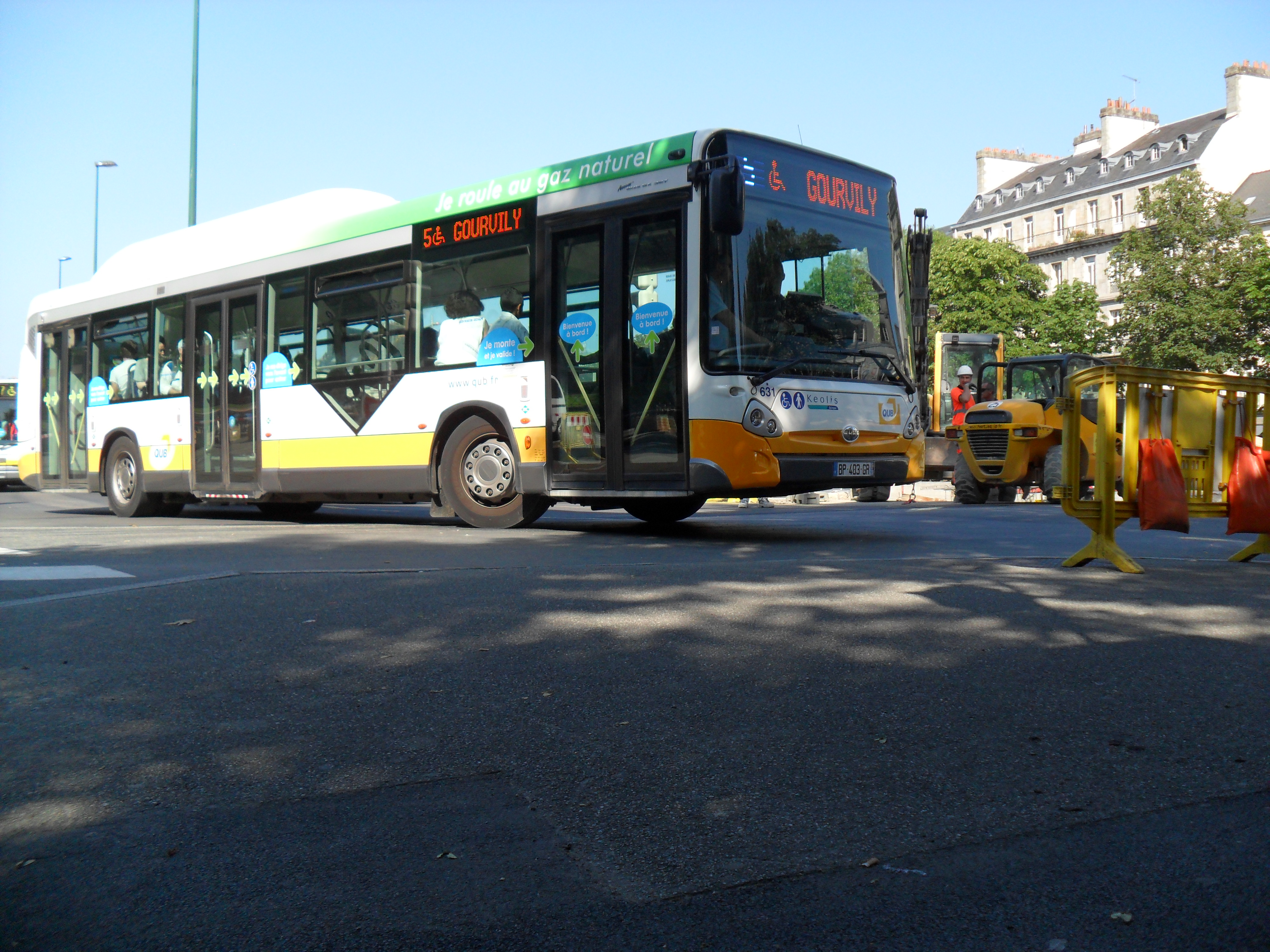
L'ancienne ligne 5 direction Gourvily
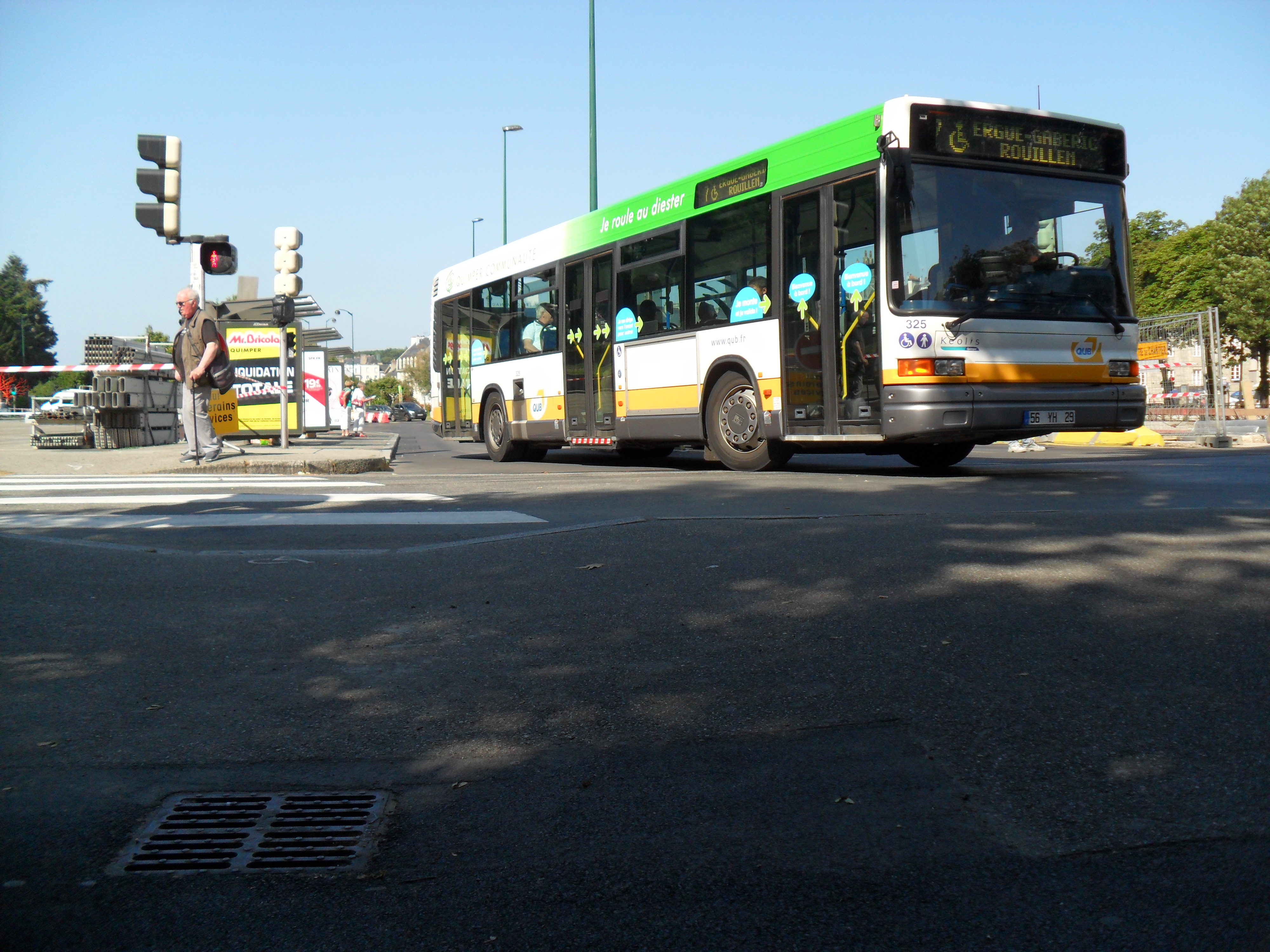
L'ancienne ligne 7 direction Ergué-Gabéric

### Les lignes dominicales
Ces lignes ne fonctionnent que le dimanche (pas les jours fériés). Il s'agit des lignes  A et  B. En plus des lignes  A et  B, il y a la ligne E propose 2 « retours » à 20 h et 21 h, uniquement dans le sens Gare SNCF > Principaux établissements scolaires Quimpérois.
A partir du 1er septembre 2025, les lignes  A,  B et E sont remplacées par les lignes D1, D2, D3 et D4 (qui remplace la E). A la différence de la ligne E, les arrêts de la ligne D4 sont à la fois des arrêts de montés et de descentes.
Les lignes D1 à D3 sont des lignes médianes et s'articulent de la manière suivante :
La ligne D1 a pour itinéraire : Petit Guélen <> Rue du Parc
La ligne D2 a pour itinéraire  : Université <> Résistance
La ligne D3 a pour itinéraire : Gourvily <> Rue du Parc
La ligne D4 a pour itinéraire : Gare SNCF<> Ergué-Armel Bourg
| Ligne | Caractéristiques | Caractéristiques              | Caractéristiques              | Caractéristiques              | Caractéristiques              | Caractéristiques              | Caractéristiques                         | Caractéristiques              | Caractéristiques              |
| A     | Kerlagatu ⥋ Petit Guélen | Kerlagatu ⥋ Petit Guélen      | Kerlagatu ⥋ Petit Guélen      | Kerlagatu ⥋ Petit Guélen      | Kerlagatu ⥋ Petit Guélen      | Kerlagatu ⥋ Petit Guélen      | Kerlagatu ⥋ Petit Guélen                 | Kerlagatu ⥋ Petit Guélen      | Kerlagatu ⥋ Petit Guélen      |
| ----- | --- | ----------------------------- | ----------------------------- | ----------------------------- | ----------------------------- | ----------------------------- | ---------------------------------------- | ----------------------------- | ----------------------------- |
| A     | Ouverture / Fermeture 9 juillet 2018 / — | Longueur 18 à 19 km           | Durée 46 à 54 min             | Nb. d’arrêts 45 / 54          | Matériel Heuliez GX 337 GNV   | Jours de fonctionnement D     | Jour / Soir / Nuit / Fêtes O / N / N / N | Voy. / an —                   | Exploitant Keolis Quimper     |
| A     | Desserte : - Ville et lieux desservis : Quimper (Lycée de Cornouaille, Piscine Kerlan Vian, Lycée Chaptal, Palais de Justice, Place de la Résistance, Gare SNCF, Hôpital Laennec, Halle des Sports d'Ergué-Armel, Centre d'exploitation de la QUB). - Gares desservies : Gare de Quimper |                               |                               |                               |                               |                               |                                          |                               |                               |
| A     | Autre : - Arrêts non accessibles aux UFR : Pen ar Stang, Jean Jaurès (vers Petit-Guélen), L.Simon, Avenue des Oiseaux, Prat ar Rouz, L.Blanc et Gascogne. - Amplitudes horaires : la ligne fonctionne tous les dimanches sauf jours fériés de 10h15 à 19h11. - Particularités : - Le premier départ à 10h15, part de Petit-Guélen, le premier départ de Kerlagatu est à 11h06. Le dernier départ de 19h11 part de Petit-Guélen, le dernier départ de Kerlagatu est à 19h05. - Date de dernière mise à jour : 6 octobre 2021. |                               |                               |                               |                               |                               |                                          |                               |                               |
| A     | Dernière actualisation : — |                               |                               |                               |                               |                               |                                          |                               |                               |
| B     | Université ⥋ Gourvily | Université ⥋ Gourvily         | Université ⥋ Gourvily         | Université ⥋ Gourvily         | Université ⥋ Gourvily         | Université ⥋ Gourvily         | Université ⥋ Gourvily                    | Université ⥋ Gourvily         | Université ⥋ Gourvily         |
| B     | Ouverture / Fermeture 9 juillet 2018 / — | Longueur 9 à 11,4 km          | Durée 22 à 30 min             | Nb. d’arrêts 27 / 31          | Matériel Heuliez GX 337 GNV   | Jours de fonctionnement D     | Jour / Soir / Nuit / Fêtes O / N / N / N | Voy. / an —                   | Exploitant Keolis Quimper     |
| B     | Desserte : - Ville et lieux desservis : Quimper (C.C de Gourvily, Parking-Relais de Croix des Gardiens, Stade de Penvillers, Le Likès, Place de la Résistance, C.C de Kerdrezec, C.C de Glann Odet, Creac'h Gwen, Université). - Gares desservies : Aucune. |                               |                               |                               |                               |                               |                                          |                               |                               |
| B     | Autre : - Arrêts non accessibles aux UFR : A.Massé (vers Gourvily) et Rond-Point de Gourvily - Amplitudes horaires : la ligne fonctionne tous les dimanches sauf jours fériés de 10h52 à 19h25. - Particularités : Le premier départ à 10h52, part de l'arrêt Kervouyec, le premier départ de Université est à 11h26. Le dernier départ de 19h25 part de l'arrêt Université, le dernier départ de Kervouyec est à 18h55. - Date de dernière mise à jour : 6 octobre 2021.                                                    |                               |                               |                               |                               |                               |                                          |                               |                               |
| B     | Dernière actualisation : — |                               |                               |                               |                               |                               |                                          |                               |                               |
| E     | Gare SNCF ⥋ Ergué-Armel Bourg | Gare SNCF ⥋ Ergué-Armel Bourg | Gare SNCF ⥋ Ergué-Armel Bourg | Gare SNCF ⥋ Ergué-Armel Bourg | Gare SNCF ⥋ Ergué-Armel Bourg | Gare SNCF ⥋ Ergué-Armel Bourg | Gare SNCF ⥋ Ergué-Armel Bourg            | Gare SNCF ⥋ Ergué-Armel Bourg | Gare SNCF ⥋ Ergué-Armel Bourg |
| E     | Ouverture / Fermeture 9 juillet 2018 / — | Longueur 14,1 km              | Durée 36 min                  | Nb. d’arrêts 38               | Matériel Standard             | Jours de fonctionnement D     | Jour / Soir / Nuit / Fêtes N / O / N / N | Voy. / an —                   | Exploitant Keolis Quimper     |
| E     | Desserte : - Ville et lieux desservis : Quimper (Gare SNCF, Place de la Résistance, C.C de Glann Odet, Creac'h Gwen, Université, IUT, Hôpital Laënnec, Halle des Sports d'Ergué-Armel, Lycée Thépot). - Gares desservies : Gare de Quimper |                               |                               |                               |                               |                               |                                          |                               |                               |
| E     | Autre : - Arrêts non accessibles aux UFR : Terre Noire, Prat ar Rouz et IUT - Amplitudes horaires : 2 passages le dimanche soir, à 20h45 et 21h35. - Particularités : Départ uniquement depuis la Gare SNCF, les 2 départs ont comme terminus Ergué-Armel Bourg. - Date de dernière mise à jour : 6 octobre 2021. |                               |                               |                               |                               |                               |                                          |                               |                               |
| E     | Dernière actualisation : — |                               |                               |                               |                               |                               |                                          |                               |                               |

### Les lignes Presto (lignes à vocation scolaire, accessibles à tous)
À partir de la rentrée 2018, en heures de pointe, 34 lignes Presto proposeront des trajets plus directs vers les établissements scolaires de Quimper et les pôles importants comme le centre-ville de Quimper. Ces lignes viendront en complément des lignes régulières de la manière suivante :
- Ligne 1 = Ligne Presto 10 (P10)
- Ligne 2 = Ligne Presto 20 (P20)
- Ligne 3 = Ligne Presto 30, 31 et 32 (P30, P31 et P32)…

| AS Ligne | Ligne   | Parcours                                          | Destination |
| -------- | ------- | ------------------------------------------------- | ----------- |
| 1        | P10     | Rue du Parc ↔ Lycée Chaptal                       | Quimper     |
| 2        | P20     | Kerlagatu ↔ IUT                                   | Quimper     |
| 3        | P30     | Ergué-Gabéric Bourg ↔ Tourbie                     | Quimper     |
| 3        | P32     | Ergué-Gabéric Garsalec ↔ Ergué-Gabéric Melennec   | Quimper     |
| 3        | P33     | Hent Coz ↔ Zone d'échanges                        | Quimper     |
| 6        | P60     | Pluguffan Ty Lipig ↔ Centre-Ville de Quimper      | Quimper     |
| 6        | P61     | Pluguffan Ty Lipig ↔ Centre-Ville de Quimper      | Quimper     |
| 7        | P70     | Plomelin Saint-Roch ↔ Centre-Ville de Quimper     | Quimper     |
| 7        | P71     | Plomelin Kroas Kermel ↔ Centre-Ville de Quimper   | Quimper     |
| 8        | P80     | Ergué-Gabéric Lestonan ↔ Tourbie                  | Quimper     |
| 8        | P81     | Ergué-Gabéric Lestonan ↔ IUT ↔ Tourelle           | Quimper     |
| 8        | P82     | Ergué-Gabéric Pen Carn ↔ Briec Écoles             | Briec       |
| 8        | P83     | Ergué-Gabéric Kervinic/Garsalec ↔ Briec Écoles    | Briec       |
| 8        | P85     | Lestonan Centre ↔ Rouillen                        | Quimper     |
| 10       | P100    | Quéménéven Kergoat ↔ Rdpt Kermoysan               | Quimper     |
| 11       | P110    | Plonéis Croix Rouge ↔ Centre Ville de Quimper     | Quimper     |
| 11       | P111    | Guengat Kerustans ↔ Penvillers                    | Quimper     |
| 12       | P120    | Tourbie ↔ Briec Écoles                            | Briec       |
| 12       | P121    | Briec Mairie ↔ Piscine Kerlan Vian                | Quimper     |
| 12       | P122    | Edern Ty Marie ↔ Briec Écoles                     | Briec       |
| 12       | P123    | Ty Sanquer ↔ Briec Écoles                         | Briec       |
| 14       | P140    | Centre Ville de Quimper ↔ CFA ↔ Cuzon             | Quimper     |
| 16       | P160    | Landrévarzec Moulin du Lay ↔ Tourbie              | Quimper     |
| 16       | P161    | Edern Bourg ↔ Quai de l'Odet                      | Quimper     |
| 16       | P162    | Edern Parc La haut ↔ Briec Écoles                 | Briec       |
| 16       | P163    | Edern Stang Kergouarly ↔ Briec Écoles             | Briec       |
| 16       | P164    | Briec Kerforn ↔ Briec Écoles                      | Briec       |
| 16       | P165    | Landrévarzec Pen Ar Prat ↔ Briec Écoles           | Briec       |
| 17       | P170    | Edern Les Pyrénées ↔ Tourbie ↔ IUT ↔ Lycée Thépot | Quimper     |
| 17       | P171    | Landudal ↔ Briec Écoles                           | Briec       |
| 16       | 3850    | Langolen ↔ Briec Écoles                           | Briec       |
| PAFOBAT  | PAFOBAT | Gare Routière ↔ CFA Bâtiment                      | Quimper     |

### Autres services
- Service HandiQUB (service de transport de personnes à mobilité réduite)
- QUB City : Votre Bus de Cœur… Service gratuit à destination de l'hyper centre-ville. Grande nouveauté de ce réseau, la navette de centre-ville « QUB City », sillonnera les quartiers de l’hyper centre de Quimper de 7 h 30 à 19 h 30 avec une fréquence de passage de 20 minutes. Totalement gratuite et 100 % électrique, la navette BlueBus Bolloré reliera la gare, la cathédrale, le multiplexe, le centre des congrès et l’arrêt Résistance. Sur la zone piétonne, la navette pourra être hélée par les voyageurs pour demander l'arrêt à n'importe quel endroit.
- QUB Noz pour les couche-tard et QUB Mat pour les lève-tôt. Depuis septembre 2017, dans le cadre du lancement de la LGV entre Quimper et Paris, un nouveau service de lignes de soirée a été mis en place. Les lignes « QUB Noz » fonctionnent du lundi au samedi et ont pour particularité d’être en correspondance avec l'arrivée des TGV en soirée, en gare de Quimper. Ce dispositif est maintenu, mais modifié. Un nouveau service « QUB Mat » est créé avec une offre tôt le matin, pour renforcer celui existant en soirée. Sur réservation la veille avant 17 h, ce concept garantira une arrivée au centre-ville, à l'hôpital ou en gares de Quimper avant 6 h 30. Ce service est disponible sur Quimper intra-muros du lundi au vendredi toute l'année.

## Lignes du réseau BreizhGo en connexion avec le réseau
Les lignes 43, 51 et 53 sont trois lignes du réseau BreizhGo en connexion avec le réseau QUB. Elles sont présentes sur le site de la QUB, sur le plan des lignes urbaines avec comme départ le premier arrêt qu'elles desservent dans Quimper Bretagne Occidentale. Leurs horaires sont même présents sur le site de la QUB. 
| 943 | Pont Aven ↔ Trégunc ↔ Concarneau ↔ Saint-Évarzec ↔ Kervao ↔ Quimper Centre-Ville ↔ (Lycées de Quimper)   | Pont Aven ↔ Trégunc ↔ Concarneau ↔ Saint-Évarzec ↔ Kervao ↔ Quimper Centre-Ville ↔ (Lycées de Quimper) | Pont Aven ↔ Trégunc ↔ Concarneau ↔ Saint-Évarzec ↔ Kervao ↔ Quimper Centre-Ville ↔ (Lycées de Quimper) | Pont Aven ↔ Trégunc ↔ Concarneau ↔ Saint-Évarzec ↔ Kervao ↔ Quimper Centre-Ville ↔ (Lycées de Quimper) | Pont Aven ↔ Trégunc ↔ Concarneau ↔ Saint-Évarzec ↔ Kervao ↔ Quimper Centre-Ville ↔ (Lycées de Quimper) | Pont Aven ↔ Trégunc ↔ Concarneau ↔ Saint-Évarzec ↔ Kervao ↔ Quimper Centre-Ville ↔ (Lycées de Quimper) |
| --- | --- | --- | --- | --- | --- | --- |
| 943 | Durée 20 / 73 min                                                                                        | Longueur -                                                                                             | Nb. d'arrêts 11 / 34                                                                                   | Matériel MAN Lion's Intercity                                                                          | Jours de fonctionnement L, Ma, Me, J, V, S, D et Férié                                                 | Jour / Soir / Nuit / Fêtes O / N / N / N                                                               |
| 943 | Desserte : Pont-Aven, Trégunc, Concarneau, La Forêt-Fouesnant, Saint-Évarzec et Quimper                  | | | | | |
| 943 | Autre : Kervao est inscrit puisqu'il s'agit du premier arrêt desservi dans Quimper Bretagne Occidentale. | | | | | |

| 951 | Douarnenez ↔ Le Juch ↔ Gourlizon ↔ Plonéis Centre ↔ Quimper Centre-Ville ↔ Quimper Gare SNCF                     | Douarnenez ↔ Le Juch ↔ Gourlizon ↔ Plonéis Centre ↔ Quimper Centre-Ville ↔ Quimper Gare SNCF | Douarnenez ↔ Le Juch ↔ Gourlizon ↔ Plonéis Centre ↔ Quimper Centre-Ville ↔ Quimper Gare SNCF | Douarnenez ↔ Le Juch ↔ Gourlizon ↔ Plonéis Centre ↔ Quimper Centre-Ville ↔ Quimper Gare SNCF | Douarnenez ↔ Le Juch ↔ Gourlizon ↔ Plonéis Centre ↔ Quimper Centre-Ville ↔ Quimper Gare SNCF | Douarnenez ↔ Le Juch ↔ Gourlizon ↔ Plonéis Centre ↔ Quimper Centre-Ville ↔ Quimper Gare SNCF |
| --- | --- | -------------------------------------------------------------------------------------------- | -------------------------------------------------------------------------------------------- | -------------------------------------------------------------------------------------------- | -------------------------------------------------------------------------------------------- | -------------------------------------------------------------------------------------------- |
| 951 | Durée 45 / 50 min                                                                                                | Longueur -                                                                                   | Nb. d'arrêts 11 / 12                                                                         | Matériel Autocar                                                                             | Jours de fonctionnement L, Ma, Me, J, V, S, D et Férié                                       | Jour / Soir / Nuit / Fêtes O / N / N / N                                                     |
| 951 | Desserte : Douarnenez, Le Juch, Gourlizon, Plonéis et Quimper                                                    |                                                                                              |                                                                                              |                                                                                              |                                                                                              |                                                                                              |
| 951 | Autre : Plonéis Centre est inscrit puisqu'il s'agit du premier arrêt desservi dans Quimper Bretagne Occidentale. |                                                                                              |                                                                                              |                                                                                              |                                                                                              |                                                                                              |

| 953 | Pointe du Raz ↔ Audierne ↔ Pluguffan Kernaveno ↔ Quimper Centre-Ville ↔ Quimper Gare SNCF                             | Pointe du Raz ↔ Audierne ↔ Pluguffan Kernaveno ↔ Quimper Centre-Ville ↔ Quimper Gare SNCF | Pointe du Raz ↔ Audierne ↔ Pluguffan Kernaveno ↔ Quimper Centre-Ville ↔ Quimper Gare SNCF | Pointe du Raz ↔ Audierne ↔ Pluguffan Kernaveno ↔ Quimper Centre-Ville ↔ Quimper Gare SNCF | Pointe du Raz ↔ Audierne ↔ Pluguffan Kernaveno ↔ Quimper Centre-Ville ↔ Quimper Gare SNCF | Pointe du Raz ↔ Audierne ↔ Pluguffan Kernaveno ↔ Quimper Centre-Ville ↔ Quimper Gare SNCF |
| --- | --- | ----------------------------------------------------------------------------------------- | ----------------------------------------------------------------------------------------- | ----------------------------------------------------------------------------------------- | ----------------------------------------------------------------------------------------- | ----------------------------------------------------------------------------------------- |
| 953 | Durée 24 / 85 min | Longueur -                                                                                | Nb. d'arrêts 6 / 32                                                                       | Matériel Autocar                                                                          | Jours de fonctionnement L, Ma, Me, J, V, S, D et Férié                                    | Jour / Soir / Nuit / Fêtes O / N / N / N                                                  |
| 953 | Desserte : Plogoff, Primelin, Audierne, Plouhinec, Plozévet, Landudec, Plougastel Saint-Germain, Pluguffan et Quimper |                                                                                           |                                                                                           |                                                                                           |                                                                                           |                                                                                           |
| 953 | Autre : Pluguffan Kernaveno est inscrit puisqu'il s'agit du premier arrêt desservi dans Quimper Bretagne Occidentale. |                                                                                           |                                                                                           |                                                                                           |                                                                                           |                                                                                           |

## Parc de véhicules
Par délégation de service public, Quimper Communauté a confié l'exploitation du réseau QUB à l'entreprise Keolis Quimper, filiale du groupe Keolis, depuis 2003 et jusqu'à fin 2008. Le 1er janvier 2009, Quimper Communauté a reconduit l'exploitation du réseau QUB à Keolis Quimper pour une durée de 7 ans.
En décembre 2021, le parc d'autobus du réseau QUB est composé de 108 véhicules dont 4 bus articulés, 41 bus standards, 6 midibus, 21 minibus et 32 autocars, 9 véhicules destinés au transport à la demande. Au sein de cette flotte, 39 bus fonctionnent au gaz naturel, les autres véhicules sont équipés de moteurs Diesel.

### Bus articulés
| Constructeur  | Modèle          | Nombre | Numéros de parc | Mise en service | Affectation | Observation      |
| ------------- | --------------- | ------ | --------------- | --------------- | ----------- | ---------------- |
| Iveco Bus     | Urbanway 18     | 1      | 208             | Août 2015       | A B 6       | Ex-Démo Iveco    |
| Iveco Bus     | Urbanway 18 GNV | 2      | 211 et 212      | Janvier 2022    | A B 6       |                  |
| Mercedes-Benz | Citaro G C2     | 1      | 209             | Novembre 2014   | A B 6       | Ex-Démo Mercedes |

### Bus standards
| Constructeur | Modèle          | Nombre | Numéros de parc         | Période de mise en service          | Affectation                               | Observation   |
| ------------ | --------------- | ------ | ----------------------- | ----------------------------------- | ----------------------------------------- | ------------- |
| Heuliez Bus  | GX 327 GNV      | 17     | 617-619 et 621 à 634    | Entre décembre 2005 à avril 2012    | A B 1 2 3 4 5 6                           |               |
| Heuliez Bus  | GX 337 GNV      | 8      | 644-651                 | Entre décembre 2019 à novembre 2021 | A B Connexity 1 2 3 4 5 6 8 9 + Scolaires |               |
| Irisbus      | Citelis 12 GNV  | 2      | 635-636                 | Janvier 2014                        | A B Connexity 1 2 3 4 5 6 8 9 + Scolaires |               |
| Iveco Bus    | Urbanway 12     | 1      | 331                     | Novembre 2017                       | A B Connexity 1 2 3 4 5 6 8 9 + Scolaires | Ex-Démo Iveco |
| Iveco Bus    | Urbanway 12 GNV | 15     | 637-643 et de 652 à 660 | Entre août 2015 à janvier 2025      | A B 1 2 3 4 5 6                           |               |

### Midibus
| Constructeur | Modèle         | Nombre | Numéros de parc | Période de mise en service     | Affectation          | Observation |
| ------------ | -------------- | ------ | --------------- | ------------------------------ | -------------------- | ----------- |
| BMC          | Probus 215 SCB | 1      | 510             | Août 2011                      | 10 11 13 + Scolaires |             |
| Heuliez Bus  | GX 137         | 5      | 800-804         | Entre mars 2018 à octobre 2019 | 1 3 4 5 6            |             |

### Minibus
| Constructeur    | Modèle                 | Nombre | Numéros de parc                    | Période de mise en service          | Affectation                  | Observation                           |
| --------------- | ---------------------- | ------ | ---------------------------------- | ----------------------------------- | ---------------------------- | ------------------------------------- |
| Bolloré Bluebus | BlueBus 6m             | 2      | 102, 103                           | Mai 2018                            | QubCity                      | Seuls véhicules électriques du réseau |
| Citroën         | Citroën Jumper II      | 1      | 23                                 | Avril 2016                          | HandiQub                     |                                       |
| Fiat            | Scudo                  | 2      | 400, 401                           | Décembre 2012                       | 14 17                        |                                       |
| Ford            | Transit Custom         | 2      | 402, 403                           | Février 2019                        | 14 17                        |                                       |
| Mercedes-Benz   | Mercedes-Benz Sprinter | 5      | 420, 422, 423, 424, 513            | Entre juillet 2009 à avril 2019     | 10 11 13 14 15 17+ Scolaires |                                       |
| Renault         | Master ll              | 2      | 17, 24                             | Entre avril 2004 et décembre 2008   | HandiQub                     | (Ex-Linéotim)                         |
| Renault         | Master lll             | 6      | 18, 19, 20, 21, 22 + 1 sans numéro | Entre février 2010 à septembre 2017 | HandiQub                     |                                       |
| Vehixel         | Indcar Wing            | 2      | 421, 512                           | Entre décembre 2006 à mai 2014      | 10 11 13 14 + Scolaires      |                                       |

### Autocars
| Constructeur  | Modèle              | Nombre | Numéros de parc                     | Période de mise en service        | Affectation                | Observation |
| ------------- | ------------------- | ------ | ----------------------------------- | --------------------------------- | -------------------------- | ----------- |
| Isuzu         | Grand Toro          | 1      | 514                                 | Août 2021                         | 10 11 13 + Scolaires       |             |
| Isuzu         | Turquoise           | 1      | 511                                 | Juillet 2018                      | 10 11 13 + Scolaires       |             |
| Irisbus       | Crossway            | 1      | 502                                 | Février 2010                      | 10 11 13                   |             |
| Irisbus       | Irisbus Crossway LE | 1      | 453                                 | Mai 2012                          | 7 + Scolaires              |             |
| Irisbus       | Récréo I            | 3      | 441, 442, 464                       | Entre août 2005 à octobre 2006    | 14 15 16 17                |             |
| Irisbus       | Récréo II           | 10     | 443, 445, 447-452, 454, 466         | Entre octobre 2007 à juillet 2012 | 12 14 15 16 17 + Scolaires |             |
| Mercedes-Benz | Intouro             | 14     | 446, 455-459, 465, 500-501, 503-507 | Entre avril 2009 à août 2016      | 10 11 12 13 14 15 16 17    |             |
| Setra         | S 416 LE            | 2      | 460-461                             | Octobre 2018                      | 7 + Scolaires              |             |

### Dépôts
- Le dépôt de QUB - Keolis Quimper est situé dans la principauté, au 1 Rdpt de Quistinidal, 29000 Quimper
- Le dépôt de Hascoët Voyages est situé dans la principauté, au 2 Rue Ar Gonidou, 29180 Plogonnec
- Le dépôt de Le Coeur Bus et Cars est situé dans la principauté, au ZA du, Rue du Sequer, 29120 Pont-l'Abbé

### Évolution de la livrée
Depuis 1986, la livrée a changé 2 fois, en 2006 et en 2018. En 2015, la livrée IlliQo est créée pour les lignes    1   et    5   puis  A et  B

## Tarification
- Ticket Unité : 1,50 €
- Carte ou Recharge Journée : 4,00 €
- 1 voyage avec la Formule Liberté : 1,00 €
- Carte ou Recharge 10 voyages (tarif normal) : 10,50 €
- Recharge 10 voyages (tarif réduit : sous conditions) : 5,25 €
- Carte Groupe : 7,80 €
- À noter que la correspondance est gratuite sur le réseau QUB lorsque l'usager arrive à Quimper via le réseau régional d'autocars BreizhGo.

## Autres informations

### Limitation de l'émission de gaz à effet de serre
Le  gestionnaire du réseau QUB (Keolis Quimper) est l'un des rares en France pour une agglomération à circuler totalement à base d'énergies réduisant les émissions polluantes : 67 % des véhicules du parc de bus circule au gaz naturel (GNV) et 3 % à l'électrique (navette QubCity), alors que 30 % des véhicules utilisent du diester comme carburant.

### Véhicules préservés
Un véhicule de la QUB est préservé par une association, il s'agit de :
- L'Heuliez GX 317 no 326, préservé à titre patrimonial par l'association Buscare, aux anciennes couleurs du réseau.
- L'Heuliez GX 417 no 205 a été transformé en restaurant.